# 錦織圭
錦織 圭（にしこり けい、1989年〈平成元年〉12月29日 - ）は島根県松江市出身の男子プロテニス選手。松江市立乃木小学校、開星中学校、青森山田高校卒業。ATPランキング自己最高位はシングルス4位、ダブルス167位。ATPツアーでシングルス12勝。身長178cm、体重73kg。右利き、バックハンド・ストロークは両手打ち。
アジア男子史上初のグランドスラムシングルスファイナリスト。2016年リオデジャネイロオリンピック銅メダリスト。

## 概要
この半世紀で最も活躍した日本人男子テニスプレイヤー。
ATP（男子プロテニス協会）が発表する世界ランキング自己最高位はシングルス4位（アジア男子歴代最高位）、シングルスとしては日本男子史上初の世界ランキングトップ10入りを果たした
2014年全米オープン男子シングルスの準優勝者であり、アジア男子史上初のグランドスラム大会（4大大会）シングルスファイナリスト。また、シングルスとしてはアジア史上初のATPワールドツアー・ファイナルズ出場者。グランドスラムに次ぐ格付けのATPマスターズ1000では4度の準優勝
ダブルス167位。
2008年に18歳の若さで、デルレイビーチ国際テニス選手権で優勝し、松岡修造に次いで日本男子史上2人目のATPツアーシングルス優勝者となった。これまでにATPツアーにおいてシングルスで日本人史上最多の12度の優勝、ダブルスでは準優勝を1度記録。
2016年にはリオデジャネイロオリンピック・男子シングルス銅メダリストとなり、テニス競技のシングルスでは男女通じて日本人2人目（ダブルスを含めると3人目）、熊谷一弥以来96年ぶりのメダルを獲得した。また、オリンピック3大会連続ベスト8進出も達成している

## ジュニア時代
1989年12月29日、島根県松江市に生まれる。国際社会において活躍し得る人物へと成長することを願い、外国語話者にとっても発音しやすいように、両親によって「ケイ」と名づけられた。
初めてラケットを手にしたのは5歳の時。父と9歳になる姉と一緒に雲南市の公園でボールを打っていた。2ヶ月後に同じく雲南市にある加茂中央公園のテニスコートに通いだす。

### 小学生時代
テニスを始めてから約1年後、松江市内の「グリーンテニススクール」に入会する。小学4年生の時、中国地方代表として全国小学生テニス選手権大会に出場する。翌年も出場し2回戦で第8シードの選手を破る番狂わせを起こしベスト8の成績を残す。
2001年小学6年生の5月、千葉県柏市の吉田記念テニス研修センターで行われた全国24名のトップ選手が揃う全国選抜ジュニアテニス選手権大会（選抜ジュニア）12歳以下の部で優勝を果たす。この大会の準決勝では松岡修造が錦織の試合を観戦していた。松岡はリターンゲームでの圧倒的な才能に目を奪われると同時にサービスに悪い癖が付いている短所も懸念していた。選抜ジュニアから1週間後、河口湖湖畔で開催される「修造チャレンジトップジュニアキャンプ」への招待状が届く。6月のこの日は修学旅行と被っていたが錦織は喜々として参加した。松岡は錦織の苦手とする"表現力のメンタルトレーニング"を敢えて強いた。また、コーチとして竹内映二と小浦猛志が技術指導を行った。
7月末、全国小学生テニス選手権大会で5試合すべてストレート勝ちの優勝を果たす。その約10日後全日本ジュニアテニス選手権大会（12歳以下の部）でも全試合ストレートの完全優勝を成し遂げ、全国大会三冠（史上5人目）を達成する。2001年11月、錦織にとって二度目の修造チャレンジに参加する。この時のキャンプには松岡の恩師である名コーチのボブ・ブレッドが参加し、練習コートにはテレビ局の取材カメラも密着していた。この衆人環境のプレッシャーの中で錦織は身長差約30cmもある高校1年生に勝利する。年上で大柄な選手に勝ったことは錦織の大きな自信になった。

### 中学時代
2002年10月スカウティングスタッフの推薦を得て盛田正明が運営する「盛田正明テニス・ファンド（MMTF）」の選考会に参加する。この時参加していたIMGアカデミーヘッドコーチのゲイブ・ハラミロの推薦により、翌年1月MMTFの候補生のひとりとしてIMGアカデミーに二週間の短期留学をする。ここでの適応力・集中力・練習や試合に取り組む姿勢をコーチ陣に高く評価され、最終選考会を経て盛田正明テニス・ファンドの第4期特待生に選抜される。2003年8月末に同じ選抜生2人とともに渡米。
渡米した翌月にはテキサス州のジュニア大会ベスト8、ダブルスは準優勝する。12月のオレンジボウル選手権14歳以下の部で準優勝。2004年6月にモロッコのG3ジュニア大会決勝でアレクサンドル・ドルゴポロフに勝利し優勝。14歳での優勝は快挙と言ってよかった。9月にはIMGの日本人メンバーとともに男子ジュニア国別対抗戦のジュニア・デビス・カップで三橋淳・喜多文明らと共に日本代表として出場。スペイン戦でペレ・リバに勝利し前年大会では11位であった日本を過去最高の5位入賞に押し上げた。

### 高校時代
2005年にはジュニアG2の大会で立て続けにベスト4入り。そしてこの頃IMGアカデミーのトップグループに昇格。専任コーチを雇用する。9月、全米オープンジュニアで3回戦進出。10月、大阪市開催の世界スーパージュニアテニス選手権大会でジェレミー・シャルディーに敗れるものの準決勝まで進出。この大会では三橋淳と組んで出場したダブルスでも準決勝まで進出し単複ベスト4の成績を収めた。
2006年1月の全豪オープン男子ジュニアではベスト8入り。ダブルスではピーター・ポランスキーと組んで出場しベスト4進出の好成績を収める。3月、京都市で開催されるATPチャレンジャーツアー大会・島津全日本室内テニス選手権大会にワイルドカードで出場。錦織にとって初のツアー大会であった。初戦でロバート・スミーツに敗れるものの初のATPポイントを獲得する。翌週メキシコカンクンのフューチャーズ大会には予選から出場しベスト4入り。
6月にはエミリアノ・マサと組んで出場した全仏オープン男子ジュニアダブルス部門で、日本男子史上初の4大大会ジュニアダブルス優勝の快挙を果たした。なおこの大会では男子ジュニアシングルスでも8強に入っている。また、前年この大会で優勝しこの年も男子シングルス決勝に進んだ世界ランキング2位のラファエル・ナダルが、決勝前日の練習相手に仮想ロジャー・フェデラーとして錦織を指名し話題を呼んだ。その翌日の決勝戦当日の朝にもヒッティングパートナーの依頼を受け再び練習相手を務める。
フューチャーズ大会で着実に実績を積んでいき9月にはカリフォルニアの大会でベスト4、10月にはメキシコの大会で予選から出場し決勝で世界ランキング300位の選手を破りいきなり初優勝した。この優勝によりATPランキングポイント12を獲得した錦織はATPチャレンジャーツアーの予選に出場できるまでにランキングを上げる。シーズン終盤ではチャレンジャーの2大会で本戦に出場し、本戦初勝利も手に入れた。2006年シーズン終了時点で世界ランキング603位につけておりこの時点で日本人選手10位につけており、既に日本トップ選手の一人となっていた。

## プロ経歴

### 2007年 プロ転向
3月のマイアミ・マスターズのダブルスに、主催者推薦で元シングルス世界ランク1位のグスタボ・クエルテンと組んでツアー初出場。また、同大会のジュニア部門として開催されているルキシロンカップに第4シードで出場し、決勝でマイケル・マクルーンを6-7(2), 6-4, 6-1で破り優勝、またこのマイアミの直前と期間中の約1週間、ロジャー・フェデラーの練習相手を務めた。4月には全米男子クレーコート選手権シングルス予選でツアーシングルス予選初出場。ここでは予選1回戦でトラビス・パロットに3-6, 5-7のストレートで敗れた。5月にはノーシードで出場したLAテニス・オープン・USTA男子チャレンジャーシングルスで自身初のチャレンジャー大会決勝進出を果たし準優勝。予選から出場した7月第2週のカントリーワイド・クラシックシングルスでは予選を勝ち上がり自身初のツアーシングルス本選出場。ここでは1回戦でウェスリー・ムーディと対戦し、3-6, 2-6のストレートで敗れた。
更に翌週RCA選手権シングルスでも予選勝ち上がりで本戦出場を果たし、1回戦でアレハンドロ・ファジャを6-4, 6-3で、2回戦でミヒャエル・ベラーを6-3, 3-6, 6-1のフルセットで下し、日本人男子史上最年少のATPツアーシングルスベスト8を決める。続く準々決勝では世界ランク27位、第3シードのドミトリー・トゥルスノフと対戦し、1-6, 4-6のストレートで敗れた。この活躍により翌7月第4週のレッグ・メーソン・テニス・クラシックではシングルス本戦スペシャル・エグザンプションを与えられ本戦出場。2回戦のジュリアン・ベネトー戦まで進出した。8月には全米オープンでグランドスラム予選に初挑戦。ここでは予選2回戦でビョルン・ハウに2-6, 4-6のストレートで敗退。9月のチャイナ・オープンシングルスでも予選を勝ち上がり本戦出場。1回戦で世界ランク12位で第4シードのイワン・リュビチッチに3-6, 4-6のストレートで敗れた。同月29日に日本に帰国し記者会見を行い、翌10月1日付でのプロ転向を発表し、17歳9ヶ月でプロ転向。翌10月のジャパン・オープンでプロデビューを果たすが、この大会はシングルス、添田豪と組んだダブルス共に1回戦で敗退した。

### 2008年 ツアー初優勝 トップ100入り
2月17日、錦織はデルレイビーチ国際テニス選手権で予選から勝ち上がると、初進出の決勝で世界ランク12位、第1シードのジェームズ・ブレークを3-6, 6-1, 6-4で破り、ツアー初優勝を達成した。日本人男子選手のATPツアー制覇は、1992年4月に韓国オープンを制覇した松岡修造以来16年ぶり2人目の快挙となった。
4月に男子国別対抗戦デビスカップ「アジア・オセアニアゾーン」の「グループ1」2回戦で、日本はインドと対戦し、日本男子のトップに立った錦織が初めて日本代表に選出された。4月28日、錦織は世界ランキングで99位に浮上し、日本男子としては1996年8月まで2桁順位であった松岡以来の世界ランキング100位以内に入った。
全仏オープンでは予選2回戦で敗退するが、ウィンブルドン前哨戦のアルトワ選手権では3回戦まで進出し、世界ランク2位のラファエル・ナダルと対戦、4-6, 6-3, 3-6と負けはしたものの、ナダル相手に1セットを奪う健闘を見せる（試合後、ナダルは「彼は数年後には世界ランク10位、いや5位に食い込んでくるだろう。100%間違いない」とコメントしている）。ウィンブルドンで初のグランドスラム本戦ストレートイン（予選免除）を果たす。マルク・ジケルとの1回戦では、1セット・オールから腹筋の痛みを訴え、途中棄権による敗退となった。
6月末には日本テニス協会が申請していた北京オリンピック推薦枠での出場が認められ、オリンピック初出場を決めた。男子シングルスの日本人出場は、アトランタオリンピックの松岡以来12年ぶりとなる。オリンピックでは、シングルス1回戦でライナー・シュットラーに、4-6, 7-6, 3-6で敗退した。しかしこのとき、第2セットを一時0-5とされながらもセットを取る、という驚異の粘りを見せた。（のちに錦織はこの試合を「初めてのオリンピックで今までで一番緊張した」と語っている）

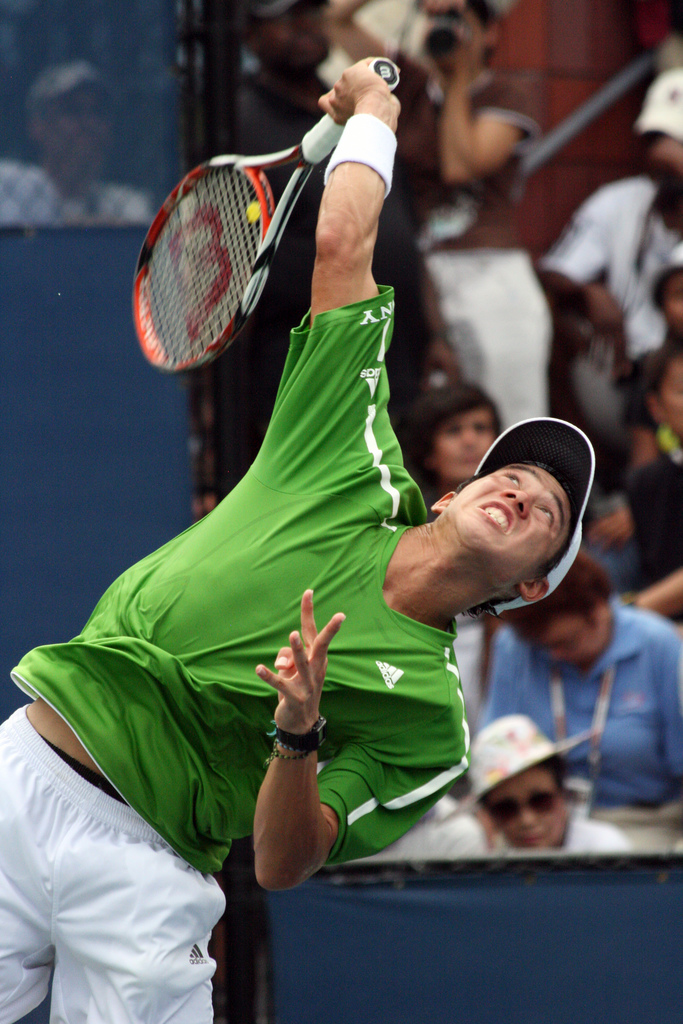
2008年全米オープンでの錦織圭

全米オープンでは世界ランク32位、第29シードのフアン・モナコを途中インジャリータイムをとりながらも6-2, 6-2, 5-7, 6-2で破り、2005年全豪オープンの鈴木貴男以来の日本人4大大会1回戦突破となった。続く2回戦はロコ・カラヌシッチを相手に2セット先取の後にカラヌシッチの棄権で突破、日本人では神和住純以来の男子シングルスでの3回戦進出となった。3回戦では世界ランク4位のダビド・フェレールを相手に6-4, 6-4で2セット先取、その後4-6, 2-6と2セットを挽回されるが、第5セットを7-5で奪い、勝利を挙げた（錦織は、試合後に「自分の体力を考慮し第4セットは捨てた」と語っている）。日本人では1937年の山岸二郎・中野文照以来（当時は全米プロとアマチュア用の全米オープンで分かれていたので完全にオープン化してからは日本人初）の男子シングルスでの4回戦進出となった。しかしベスト8をかけて戦った4回戦では、アルゼンチンの新鋭、19歳のフアン・マルティン・デル・ポトロに3-6, 4-6, 3-6とストレートで敗北し、95年の松岡修造以来となるグランドスラムベスト8入りを逃した。
その後、日本に凱旋した錦織は、AIGオープンに出場、1回戦で世界ランク102位のロバート・ケンドリックを 7-6(3), 6-7(5), 6-2のフルセットで、2回戦で世界ランク60位のギリェルモ・ガルシア＝ロペスを6-4, 6-4のストレートで破り、今大会2回目の出場にして初めて3回戦に進出。3回戦ではフランスの世界ランク13位リシャール・ガスケと対戦。試合後のインタビューで「（相手を）尊敬し過ぎていた」と語るほど 終始相手に圧倒される展開となり、1-6, 2-6と大敗を喫した。翌週に出場したストックホルム・オープンでは棄権を考えたほどの連戦の疲労から1〜2回戦共に不安定な試合運びを余儀なくされたものの、3回戦では対戦相手のマリオ・アンチッチが試合前に棄権する幸運にも助けられベスト4に進出。

### 2009年 怪我
全豪オープンは1回戦で第31シードユルゲン・メルツァーに5-7, 2-6, 1-6で敗退したが、大会後に発表された2月2日付のランキングでは自己最高となる56位を記録した。
2008年度のATPワールドツアー最優秀新人賞（Newcomer of the Year）を受賞。
5月、右ひじの疲労骨折が判明し、6月開幕のウィンブルドン選手権、8月開幕の全米オープンと連続して欠場した。また同8月には右肘の内視鏡手術を受け、残りのツアーを欠場。リハビリパートナーを杉山芙沙子（杉山愛の母）が務めた。

### 2010年 復帰
前年の怪我が長引き年初を棒に振り一時はランキングを失ったが、復帰後は下部大会で好成績を収め順調にランキングを回復。
4大大会では、プロテクトランキングを使用して全仏オープンに繰り上げでストレートインを果たし初出場。初戦でサンティアゴ・ヒラルドを2セットダウンからの逆転で下したあと、2回戦でノバク・ジョコビッチにストレートで敗れた。
全仏後はエイゴン選手権に出場したが、初戦でリシャール・ガスケに敗れた。
ウィンブルドンには主催者推薦で出場。優勝したラファエル・ナダルに初戦でストレート負けした。
その後全米オープンに予選から出場し2年ぶりの本戦出場を果たし、2回戦で第11シードのマリン・チリッチを5-7, 7-6, 3-6, 7-6, 6-1で4時間59分の激闘の末破った。
東京で行われた楽天オープンでは初戦でビクトル・トロイツキに敗北した。この年ATPチャレンジャーツアーで4回優勝。

### 2011年 日本人男子歴代最高ランク達成 トップ30入り

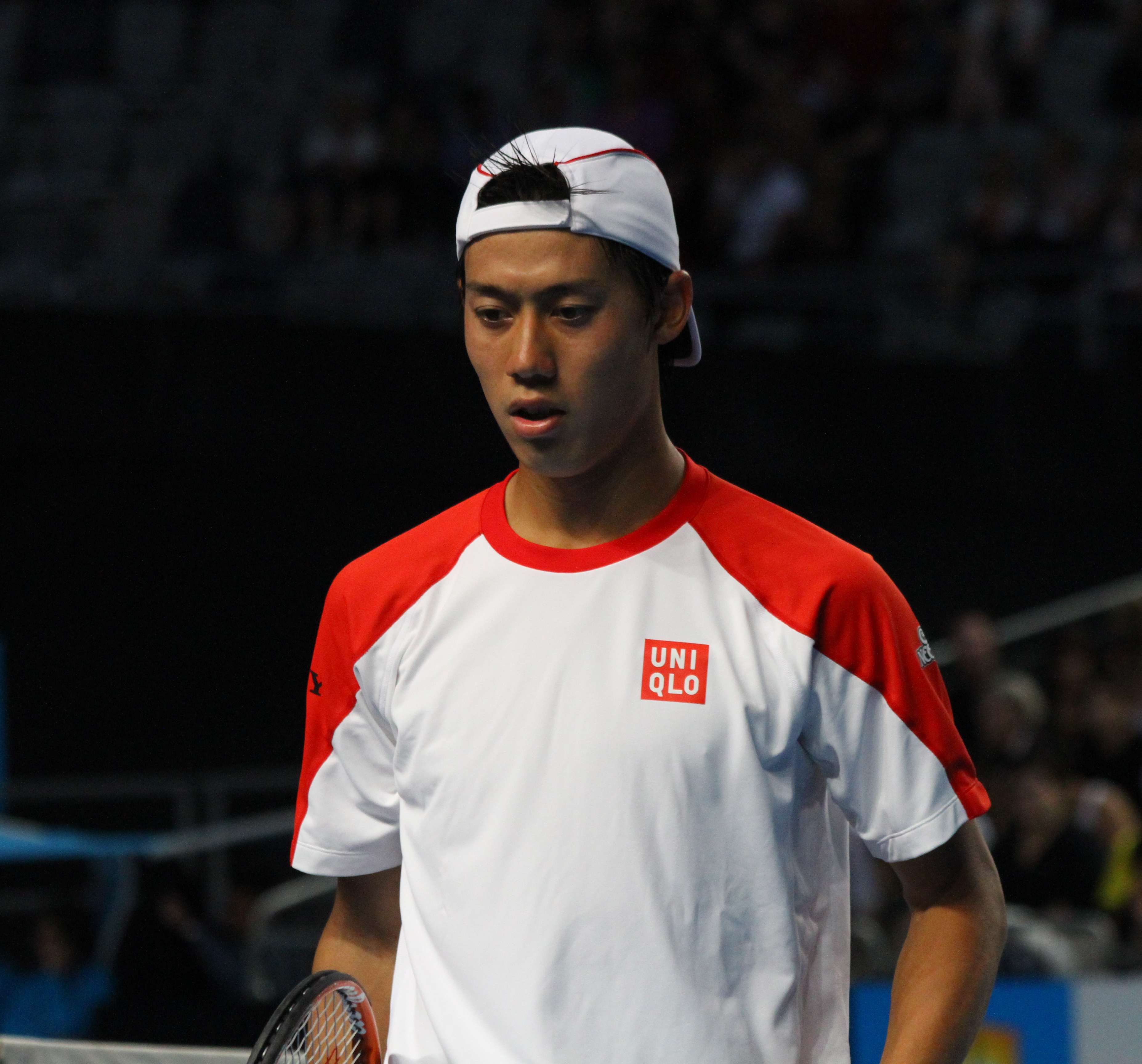
2011年全豪オープンでの錦織圭

ブラッド・ギルバートをトラベリング・コーチに迎え、15トーナメントに帯同する。1月3日にユニクロと契約。エアセル・チェンナイ・オープンから使用。1月17日から全豪オープンに出場。初戦で世界ランク58位のファビオ・フォニーニを6-1, 6-4, 6-7(4), 6-4で下し、同大会初勝利をあげた。続く2回戦で世界ランク36位フロリアン・マイヤーを6-4, 6-3, 0-6, 6-3で破り、日本男子では46年ぶりの3回戦進出を果たしたが、3回戦で第9シードのフェルナンド・ベルダスコに2-6, 4-6, 3-6のストレートで敗れた。2月に行われたSAPオープンでは第8シードで出場し、1回戦でヤン・ハジェクをストレートで下した。2月14日付の世界ランキングが発表され68位に浮上。デルレイビーチ国際テニス選手権にも出場し、2回戦で2008年決勝の相手であるジェームズ・ブレークと対戦し6-3, 6-4のストレートで下した。準々決勝でライアン・スウィーティングに6-7, 6-2, 6-4で勝ち、2008年以来の準決勝進出をしたがヤンコ・ティプサレビッチに4-6, 4-6で敗れ、決勝進出は逃した。
3月のソニー・エリクソン・オープンでは1回戦でジェレミー・シャルディーに7-6(5), 6-2 で勝利し、ATPワールドツアー・マスターズ1000大会の初勝利を挙げた。2回戦では3度目の対戦となったラファエル・ナダルに4-6, 4-6で敗れた。4月の全米男子クレーコート選手権では世界ランク11位のマーディ・フィッシュを6-3, 6-2のストレートで、準決勝では第7シードのパブロ・クエバスを6-3, 7-5のストレートで下し決勝進出したが、ライアン・スウィーティングに4-6, 6-7(3)で惜敗し、準優勝。ATPツアー2勝目は逃したが、自己最高ランクの48位に浮上した。バルセロナ・オープンでは3回戦でフェリシアノ・ロペスに敗れたが世界ランキングを自己最高の47位に浮上し、松岡修造が持つ日本人最高ランクの更新まで2と迫った。
全仏オープンでは1回戦で世界ランク56位の盧彦勲を6-1, 6-3, 6-4のストレートで勝利し、2年連続で2回戦へ駒を進めた。2回戦で第31シードのセルジー・スタホフスキーに1-6, 6-3, 3-6, 6-7(3)で敗れた。グランドスラムでは初出場のダブルスではマクシモ・ゴンサレスと組んだ1回戦は勝利したが、2回戦で第3シードのボパンナ/クレシ組に7-6, 3-6, 4-6で敗れた。
デビスカップのウズベキスタン戦に2年ぶり出場。初日のシングルスは格下相手に1セットを落とすが勝利。2日目のダブルスは添田豪と組み、イノヤトフ/イストミン組に7-5, 7-6, 7-5で勝利。そして3日目のシングルスもエースのイノヤトフに6-7, 7-5, 6-4, 6-3で勝利し、入れ替え戦進出に大きく貢献した。入れ替え戦のインド戦でも招集され、シングルスの2試合に出場してともに勝ち日本のワールドグループ昇格に大きく貢献した。
10月に行われた上海マスターズでは2回戦で世界ランク8位のジョー＝ウィルフリード・ツォンガと対戦し6-7, 6-4, 6-4で勝利。3回戦では同48位サンティアゴ・ヒラルドと対戦。6-4, 6-3で勝利し、マスターズ1000初のベスト4に進出。松岡修造の持つ日本人最高ランクである46位を超えることが確実となると、10月17日に発表された世界ランキングでは30位にランクアップ、日本人男子選手最高を更新した。
11月のスイス・インドアでは、1回戦で世界ランク7位のトマーシュ・ベルディハを、3-6, 6-3, 6-2の逆転で下し、先の上海マスターズに続き世界トップ10選手に再び勝利。さらに準決勝では同1位のノバク・ジョコビッチを2-6, 7-6(4), 6-0で破る大金星を挙げ、ATPツアー3度目となる決勝進出。日本の男子選手がシングルスで世界ランキング1位の選手に勝利したのは史上初である。決勝では地元スイスの英雄にして、兼ねてより熱望していたロジャー・フェデラーとの対戦が実現するも、1-6, 3-6で敗れ、準優勝となる。11月に2008年4月から所属契約を結んでいたソニーとの契約が終了した。

### 2012年 全豪ベスト8 ツアー2勝目

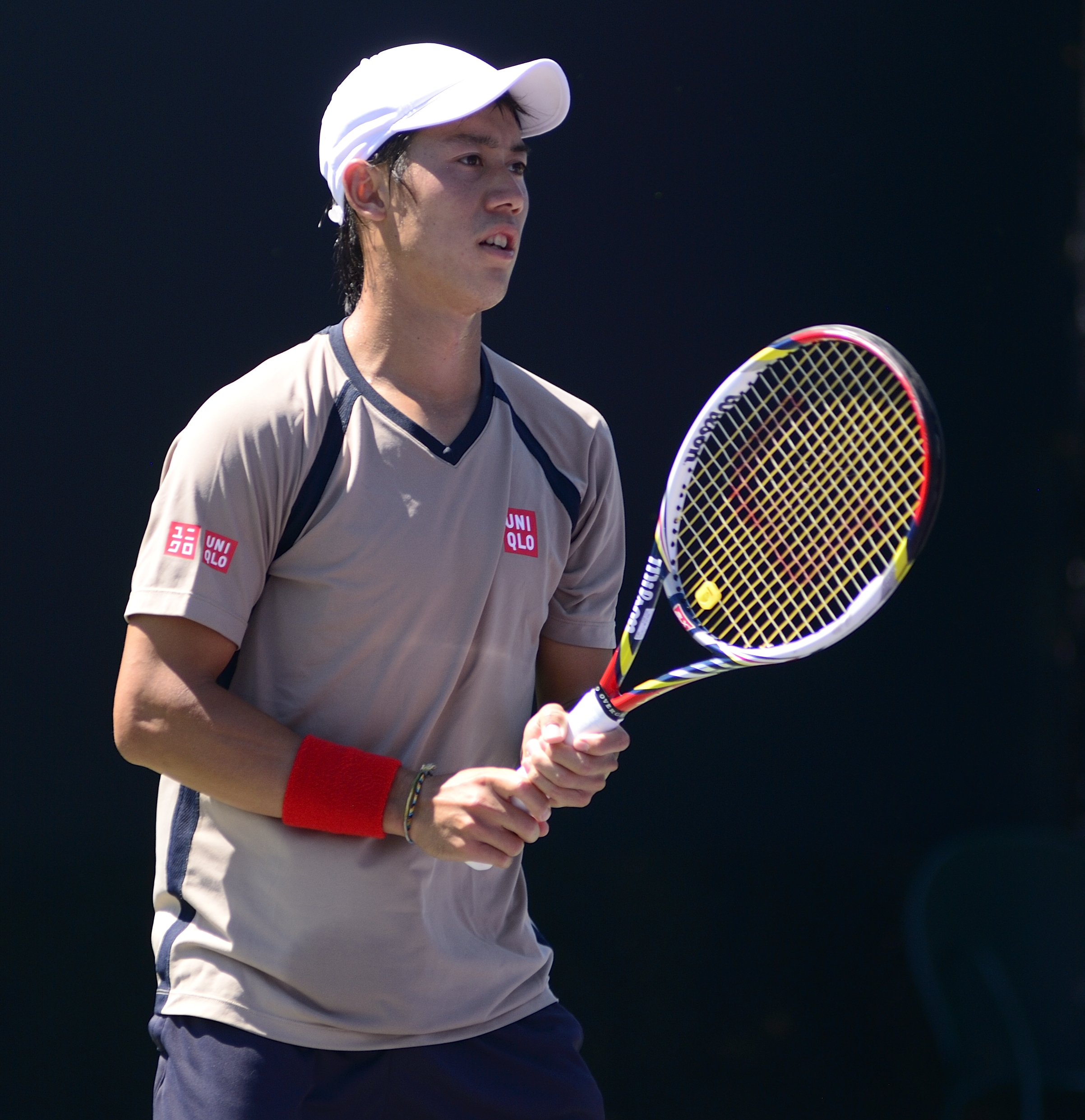
ソニー・エリクソン・オープンでの錦織圭

年度最初のブリスベン国際では2回戦で敗れたが、全豪オープンでは現行ランキング制度導入の1973年以降の4大大会で、日本人男子シングルス選手として初めて上位32名に与えられるシード権を得て、第24シードとして大会に挑むこととなった。前哨戦では世界ランク6位のジョー＝ウィルフリード・ツォンガと同16位のアンディ・ロディックといった強豪相手に勝利。本大会では2回戦で地元オーストラリアの同94位のマシュー・エブデンを3-6, 1-6, 6-4, 6-1, 6-1のフルセットで破った。2セットダウンからの大逆転であった。3回戦では同39位のジュリアン・ベネトーに4-6, 7-6, 7-6, 6-3で勝利、続く4回戦でツォンガを2-6, 6-2, 6-1, 3-6, 6-3のフルセットで破り、ベスト8に進出した。全豪で日本男子がベスト8入りしたのは、佐藤次郎、布井良助以来80年ぶり、4大大会での日本男子のベスト8入りは、1995年ウィンブルドン選手権の松岡修造のベスト8以来17年ぶりである。このベスト8入りはオーストラリアの地元紙のトップで報じられた。準々決勝では世界ランク4位のアンディ・マリーに、3-6, 3-6, 1-6のストレートで敗れ、ベスト4入りは逃した。混合ダブルスではクルム伊達公子とペアを組み、1回戦で昨年の全米オープンで準優勝したシュワンク/ドゥルコ組を破ったが、2回戦で敗退。
デビスカップ・ワールドグループ1回戦のクロアチア戦では世界ランク43位のイボ・カロビッチや同55位のイワン・ドディグと対戦。ドディグには7-5, 7-6, 6-3のストレートで勝利をしたが、カロビッチには身長208cmから繰り出されるサーブに苦しみ、4-6, 4-6, 3-6のストレートで敗れた。なお、日本はクロアチアに2-3で敗戦。
インディアンウェルズ・マスターズでは1回戦負けであったが、ソニー・エリクソン・オープンでは日本男子初のベスト16入りを果たした。しかし、4回戦で世界ランク2位のラファエル・ナダルに4-6, 4-6で敗れた。
バルセロナ・オープン・バンコ・サバデルでは準々決勝まで進出。世界ランク20位のフェルナンド・ベルダスコとの対戦中、腹筋を痛め途中棄権。回復に1ヶ月ほどかかると診断され、その後の全仏オープンの欠場を余儀なくされた。
その後エキシビションマッチで復帰。レイトン・ヒューイットやマーディ・フィッシュとの対戦で手応えを掴んだ後、ウィンブルドン選手権に第19シードとして出場。
1、2回戦ともにストレートで勝利し、松岡修造以来17年ぶりに日本人として3回戦に進出するも、世界ランク9位のフアン・マルティン・デル・ポトロに3-6, 6-7, 1-6のストレートで敗れた。アトランタ選手権では3回戦で添田豪との日本人対決が実現し、2-6, 1-6で敗れた。

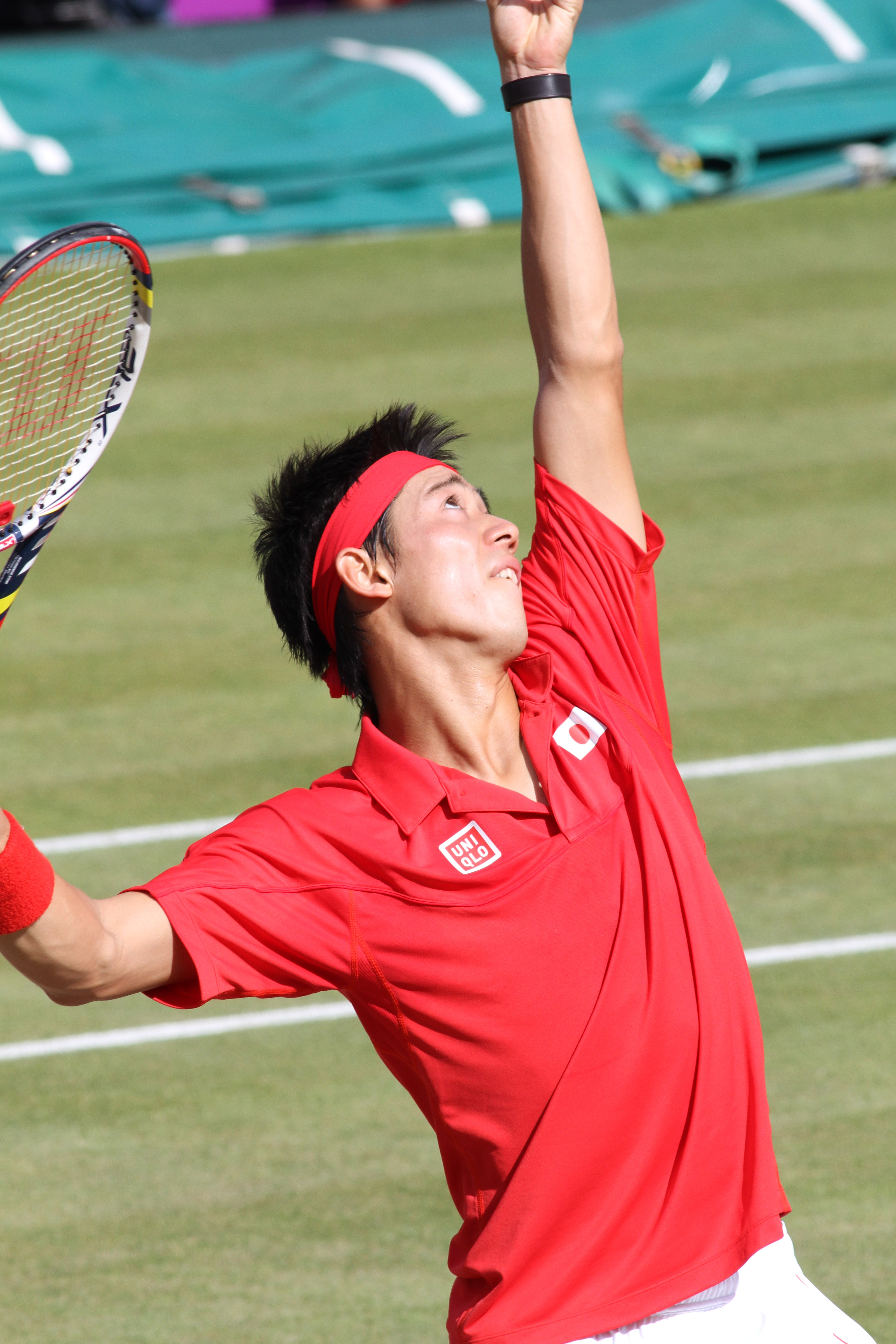
ロンドン五輪での錦織圭

第15シードとして挑んだロンドン五輪男子シングルス1回戦でバーナード・トミックを7-6, 7-6で下して、日本の男子シングルス選手としては1924年パリオリンピックベスト8の原田武一以来88年ぶりとなるオリンピックでの勝利をあげた。2回戦ではニコライ・ダビデンコに4-6, 6-4, 6-1で勝利し、3回戦では世界ランク5位のダビド・フェレールに対し6-0, 3-6, 6-4で勝利しベスト8に進出。準々決勝では先月のウィンブルドン選手権の3回戦で対戦した同9位のフアン・マルティン・デル・ポトロに4-6, 6-7のストレートでまたしても敗退した。
全米オープンでは第17シードとして出場。1、2回戦ともにストレートで快勝したが、3回戦で世界ランク13位のマリン・チリッチに3-6, 4-6, 7-6, 3-6で敗れた。
デビスカップ・ワールドグループ・プレーオフのイスラエル戦ではシングルス2試合に出場予定であったが、初日は肩の痛みを訴え欠場。最終日には復活し、世界ランク98位のドゥディ・セラと対戦。途中左脹脛が痙攣しつつも、6-3, 3-6, 4-6, 6-4, 7-5のフルセットで勝利した。この錦織の勝利で両チーム2勝2敗となったが、最後に添田豪が敗れ、日本はイスラエルに2-3で敗戦。日本はワールドグループからアジア・オセアニアゾーン1部に降格した。
楽天ジャパン・オープンでは、1回戦では添田豪を4-6, 6-2, 6-3で、準々決勝で世界ランク6位のトマーシュ・ベルディハをストレートで下し、決勝で同15位のミロシュ・ラオニッチを7-6, 3-6, 6-0で破り、ツアー2勝目を飾った。ツアー優勝は2008年デルレイビーチ国際テニス選手権以来4年ぶりで、この優勝により大会後のランキングで自己最高の15位を記録した。2012年最後の出場大会となったパリ・マスターズではジル・シモンとの3回戦を右足首痛のため棄権した。

### 2013年 ツアー3勝目
ブリスベン国際に第5シードで出場し単複ベスト4初進出。日本男子で同時に単複ベスト4に進んだのは、1974年フィリピン選手権の九鬼潤以来。シングルス準決勝のアンディ・マリー戦で左膝を悪化、4-6, 0-2時点で途中棄権。同じくグリゴール・ディミトロフと組んでいたダブルス準決勝も棄権。
全豪オープンでは日本人初の2年連続ベスト16に進出。しかし、4回戦で世界ランキング5位のダビド・フェレールに2-6, 1-6, 4-6で完敗。
2月に開催された全米国際インドアテニス選手権では、準々決勝で昨年の全米オープンで敗れた第1シードのマリン・チリッチに勝利し、決勝でフェリシアーノ・ロペスを6-2, 6-3で下し全試合ストレート勝ちでツアー3勝目を挙げた。その後のデルレイビーチ国際テニス選手権では1回戦で棄権。インディアンウェルズ・マスターズ、ソニー・エリクソン・オープンはそれぞれ3回戦と4回戦で敗退した。
欧州クレーコートシーズンでは、5月初旬に開催されたマドリード・マスターズ3回戦で、第2シードで前年度チャンピオンのロジャー・フェデラーを6-4, 1-6, 6-2で破る大金星を挙げ、マスターズ1000では2011年上海マスターズ以来2年ぶりのベスト8進出を果たす。全仏オープンでは日本人選手として75年ぶりにベスト16に進出するも、4回戦で第3シードのラファエル・ナダルに4-6, 1-6, 3-6のストレートで敗退。前年欠場していた全仏オープンで4回戦進出しポイントを獲得したため、大会後のランキングでは8ヶ月ぶりに自己最高ランクを更新し13位に上昇。
翌週開催のゲリー・ウェバー・オープンに第4シードで出場するも、初戦で準優勝者ミハイル・ユージニーに惜敗。しかし、昨年度の優勝者トミー・ハースが準決勝で敗退するなどして、シングルス自己最高ランキングを2週連続で更新し11位に浮上した。ウィンブルドン選手権では3回戦でのアンドレアス・セッピとのフルセットの試合の末敗れた。

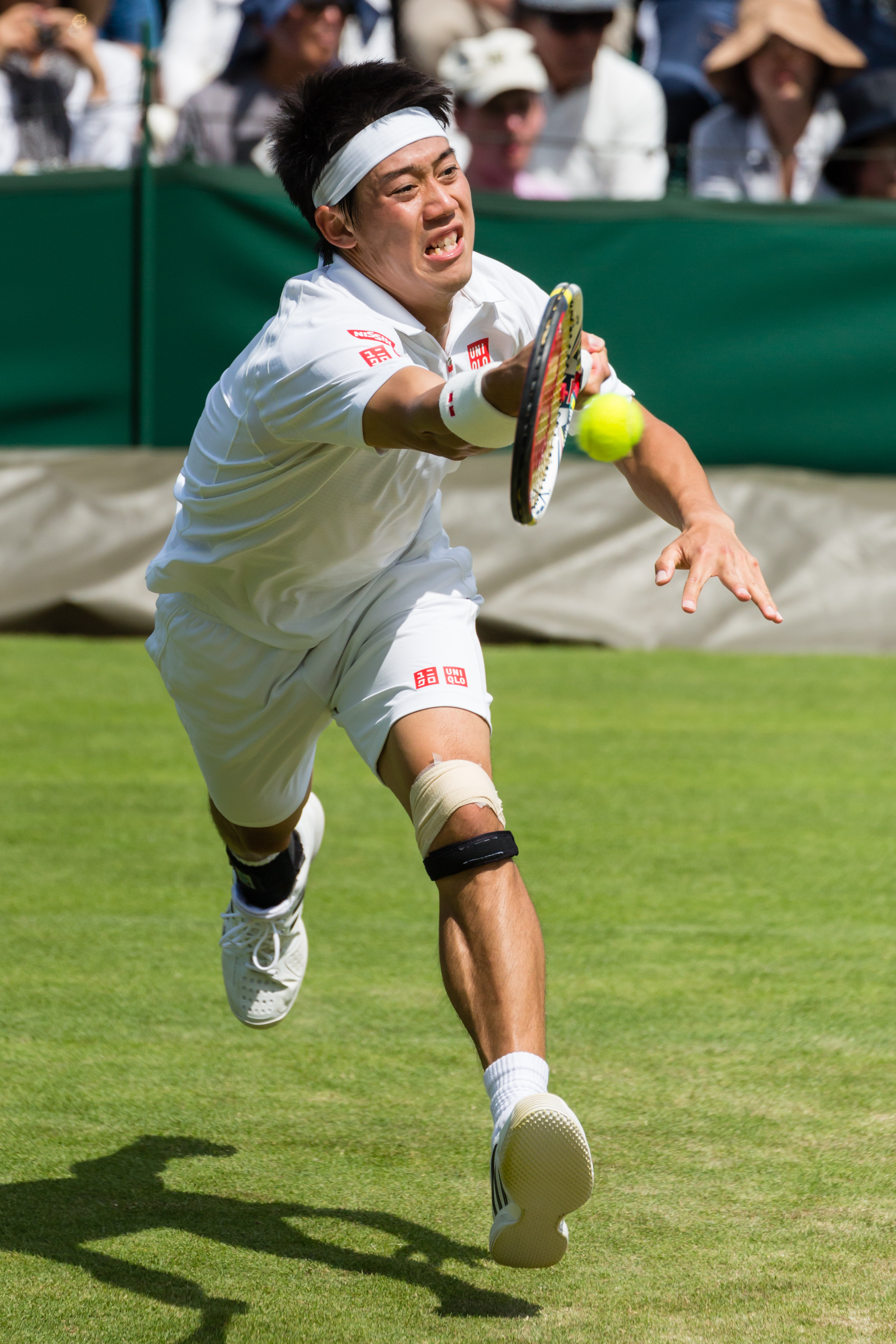
2013年ウィンブルドン選手権での錦織圭

全米オープンでは1回戦でダニエル・エバンスにストレート負けを喫した。前年優勝の楽天ジャパン・オープンでは準々決勝でニコラス・アルマグロに敗れた。
12月、コーチ陣にマイケル・チャンを迎えると発表。

### 2014年 全米準優勝 マスターズ準優勝 ATPファイナルズベスト4
全豪オープンではマリンコ・マトセビッチ、ドゥサン・ラヨビッチ、ドナルド・ヤングを破り3年連続の16強入り。4回戦では第1シードのラファエル・ナダルと対戦してストレート負けであったが、スコアは6-7, 5-7, 6-7と3セットとも接戦を演じた。
2月、カナダと対戦したデビスカップ2014の1回戦ではシングルスで2勝、ダブルス（内山靖崇とペア）で1勝して、日本初の準々決勝進出に貢献した。全米国際インドアテニス選手権では、イボ・カロビッチを破って優勝し、前年からの2連覇を達成し、ツアー通算4勝目。
3月、マイアミ・マスターズに出場。3回戦でグリゴール・ディミトロフ、4回戦でダビド・フェレールといった世界ランキング上位者に勝利。準々決勝ではロジャー・フェデラーと対戦し、3-6, 7-5, 6-4で2度目の勝利を挙げ、マイアミ初・マスターズ1000では2011年上海マスターズ以来3年ぶりのベスト4進出。準決勝ではノバク・ジョコビッチと対戦する予定であったが、左股関節の痛みにより棄権している。
4月、バルセロナ・オープン・バンコ・サバデルに出場。決勝でサンティアゴ・ヒラルドと対戦し、6-2, 6-2で今大会初、ツアー通算5勝目、今季2度目の優勝を果たした。同大会のシングルスは、2003年から2013年まで、開催国のスペインの選手が優勝し続けていた。

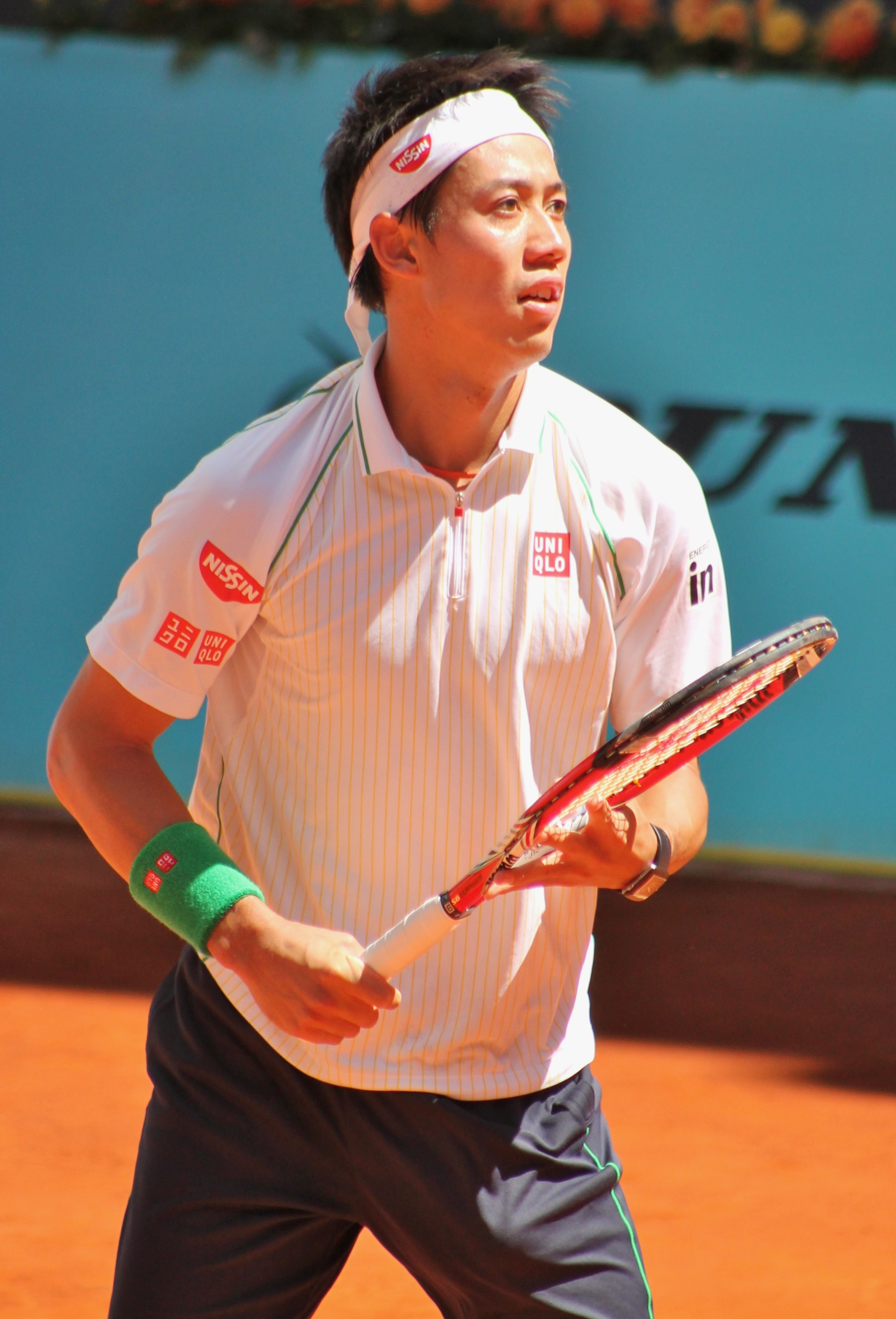
2014年マドリード・オープンでの錦織圭

5月、マドリード・マスターズに出場。準々決勝でフェリシアーノ・ロペスに6-4, 6-4で勝利し、念願の世界ランキングトップ10入りを果たした。準決勝ではフェレールに7-6, 5-7, 6-3で勝利し、日本人初のマスターズ決勝に進出。決勝では第1シードのナダルと対戦し第1セットを奪うも、第2セット途中で負傷し6-2, 4-6, 0-3（途中棄権）で敗れる。ナダル戦初勝利、マスターズ初優勝、初の2大会連続優勝の3つを同時に達成するという快挙はならなかった。大会後のランキングで自己最高位を更新し、アジア出身男子最高位に並ぶ9位となった。
ランキングを10位に落とし第9シードとして出場した全仏オープンでは、マドリード・マスターズで負った怪我の影響もあり、1回戦でマルティン・クリザンに6-7(4), 1-6, 2-6で敗退した。
6月、ゲリー・ウェバー・オープンに出場。今大会初の準決勝に進出し、フェデラーと対決する。錦織はフェデラーに2度のブレークを許し、3-6, 6-7(4)のストレートで敗れ、フェデラーとの対戦結果を2勝2敗とした。

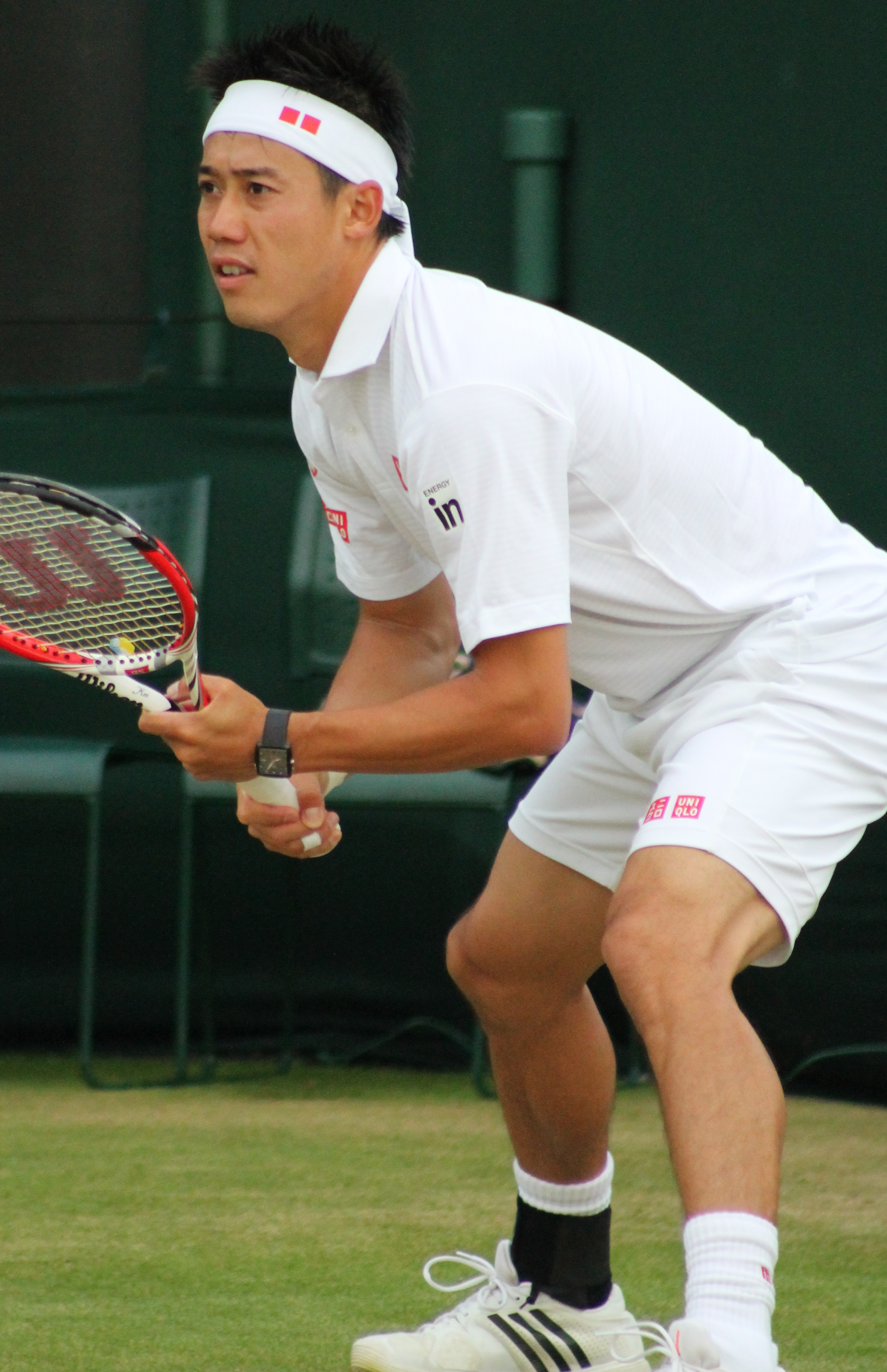
2014年ウィンブルドン選手権での錦織圭

第10シードとして出場したウィンブルドンでは、3回戦でシモーネ・ボレリと対戦。第5セットを3-3にしたところで日没順延となり、翌週の月曜日に再開された試合で第10ゲームをブレークして自身初となるウィンブルドンでの3回戦突破を決めた。しかし続く4回戦で第8シードのミロシュ・ラオニッチに6-4, 1-6, 6-7, 3-6で敗れ、松岡修造以来19年ぶりのベスト8とはならなかった。
7月29日より全米オープンの前哨戦であるシティ・オープンに第4シードで出場。初戦の2回戦で世界ランク63位のサム・クエリーと対戦し6-4, 5-7, 6-4で勝利をおさめた。3回戦のルカシュ・ラツコ戦も6-2, 2-6, 6-3で勝利してベスト8に進出したが、大会初のベスト4をかけた準々決勝では第6シードで世界ランク14位のリシャール・ガスケに1-6, 4-6で敗れ、またもガスケに対し初勝利とならなかった。
シティ・オープン終了後、右足親指の故障のため、同じく全米前哨戦のロジャーズ・カップとウエスタン・アンド・サザン・オープンを欠場して親指の嚢胞手術をし治療に専念した。
治療明けで出場した全米オープンでは、1回戦でウェイン・オデスニクに6-2, 6-4, 6-2で勝利、2回戦でパブロ・アンドゥハールに6-4, 6-1（第3セットは相手が棄権）で勝利した時点で4大大会通算33勝となり、佐藤次郎が持っていた日本人男子記録を更新した。3回戦は第23シードのレオナルド・マイエルに6-4, 6-2, 6-3でストレート勝ちし、初出場であった2008年大会以来6年ぶり2度目のベスト16進出が決定。4回戦では第5シードのラオニッチを4-6, 7-6(4), 6-7(6), 7-5, 6-4のフルセットの末に下し、全米オープンでは自身初、日本人男子選手では1922年の清水善造以来92年ぶりのベスト8進出を決めた。ナイトセッションで行われたこの試合の試合時間は4時間19分に渡り、終了時刻は全米オープン史上最も遅い午前2時26分であった。準々決勝も試合時間4時間15分の2試合連続フルセットの末に第3シードのスタン・ワウリンカを3-6, 7-5, 7-6(7), 6-7(5), 6-4で下し、4大大会では自身初、日本人男子選手としては1918年の熊谷一弥以来96年ぶり、4大大会でも1933年ウィンブルドン選手権の佐藤次郎以来81年ぶりとなるベスト4進出を決めた。準決勝では世界ランク1位のノバク・ジョコビッチを相手に、6-4, 1-6, 7-6(4), 6-3で勝利し、シングルスでは男女通じて日本人初、男子に限ればアジア出身選手初のグランドスラム決勝進出を果たす。（なお、アジア系外国人という解釈まで広げれば、冒頭の記載の通り、台湾系米国人のマイケル・チャンが、グランドスラムの全仏オープン優勝（史上最年少）、全米オープン準優勝、全豪オープン準優勝と、グランドスラムのうち3大会での初の決勝進出と、うち全仏オープンの優勝を果たしている）。その決勝は第14シードのマリン・チリッチと対戦したが3-6, 3-6, 3-6のストレートで敗退。優勝は逃したものの、自身が同年5月に記録したアジア出身男子選手の世界ランク最高位記録9位を超え8位以上となることが確定した。
全米オープン後、初のツアー大会となったマレーシア・オープン・クアラルンプールでは第1シードで出場。順当に決勝まで勝ち進み、決勝では第4シードのジュリアン・ベネトー相手に7-6(4), 6-4で勝利、大会初優勝またシーズン3勝目、ツアー通算6勝目を達成し、翌週に発表されたランキングでは自己最高位を更新する7位に浮上した。
そして、初の2週連続優勝がかかった母国開催の楽天ジャパン・オープンでは初戦からシード勢が次々と敗退していくなか、第4シードの錦織は1セットも落とさず準決勝に進出。その準決勝ではベンヤミン・ベッカーに4-6, 6-0, 7-6(2)で勝利し決勝に進出。決勝では第3シードのラオニッチと今季4度目の対戦。7-6(5), 4-6, 6-4で勝って2年ぶり2度目の優勝を果たした。これによりマレーシア・オープン・クアラルンプールから2週連続の大会制覇となり日本男女を含めても初の快挙となり10月6日発表の自己の世界ランキングを再び更新する6位となった。
10月、上海マスターズの怪我と連日の疲れからバレンシア・オープンも欠場し、迎えたBNPパリバ・マスターズ準々決勝では第4シードのフェレールと対戦し、3-6, 7-6(5), 6-4で勝利して大会初のベスト4進出。そして、2014年ATPレース・ランキングにおいて、グランドスラム準優勝、マスターズ1000準優勝とベスト4が2回、500シリーズ優勝2回に250シリーズ優勝2回など合計4625ポイント獲得し、世界第5位の成績でアジア出身男子初のATPワールドツアー・ファイナルズ出場が決まった。
11月のATPワールドツアー・ファイナルズはナダルが欠場したため第4シードで出場。ラウンドロビンB組第1戦では、過去の対戦で1度も勝利がなかったアンディ・マリーに6-4, 6-4で初勝利。第2戦ではフェデラーに3-6, 2-6で敗れたものの、フェレール（第8シードのラオニッチの棄権による代替出場）に4-6, 6-4, 6-1で勝利し、B組2位で準決勝に進出。準決勝ではA組を3戦全勝で1位通過した世界ランキング1位ノバク・ジョコビッチと対戦。この大会全試合ストレート勝ちしていたジョコビッチから1セットをとり健闘したが、1-6, 6-3, 0-6で敗れファイナルズ初出場での決勝進出とはならなかった。ATPの年間最終ランキングはジョコビッチ、フェデラー、ナダル、ワウリンカに次ぐ自己最高の5位。
この結果、シーズン通算54勝14敗（勝率.794）で年内の世界ランキング5位が確定。2014年の獲得賞金額は443万9218ドルで世界6位となる。また、2014年シーズンのセカンドサーブリターンポイント獲得率53%、リターンゲーム勝率28%がツアー6位にランクインされた。

### 2015年 世界4位 アジア人初の生涯獲得賞金1000万ドル突破

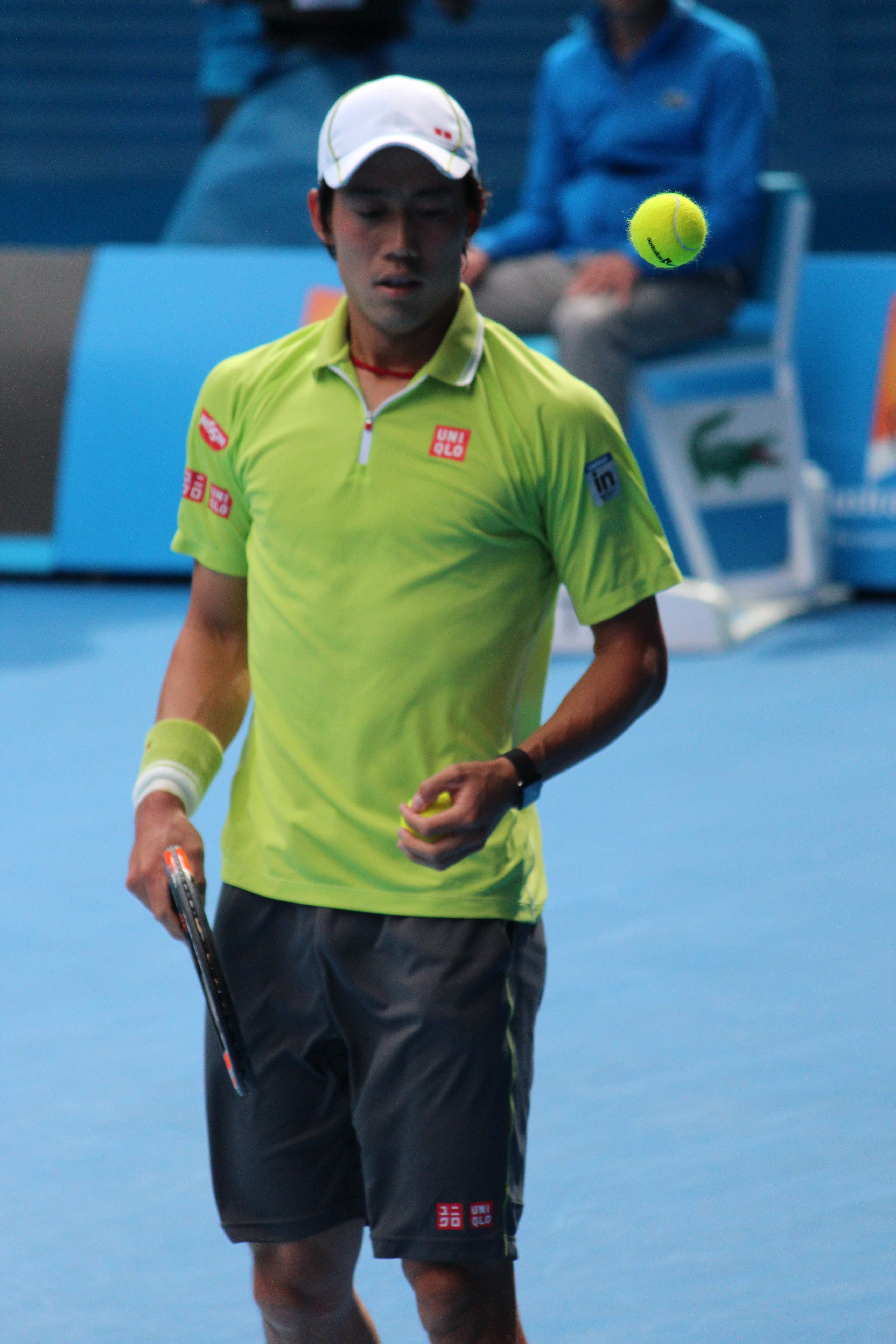
2015年全豪オープンでの錦織圭

1月、ブリスベン国際ではアレクサンドル・ドルゴポロフとダブルスに出場し、ダブルスでは初のATPツアー決勝進出を果たした。(結果は準優勝) 第2シードで出場したシングルスではベスト4に進出。全豪オープンは第5シードで臨み、ニコラス・アルマグロ、イワン・ドディグ、スティーブ・ジョンソン、フェレールを倒し全豪では3年ぶり2度目、4大大会では3度目のベスト8に進出。落としたセットを2つに抑えた好調な試合を続けていたが、昨年全豪覇者のスタン・ワウリンカに3-6, 4-6, 6-7(6)でストレート負けを喫し、自身初の全豪オープンベスト4入りはならなかった。
2月、メンフィス・オープンでは決勝までの全ての試合を逆転勝ちしたが、決勝ではケビン・アンダーソンを6-4, 6-4のストレートで下して自身初（大会としても初めて）の3連覇を果たした。アビエルト・メキシコ・テルセルでは1回戦でアレハンドロ・ゴンサレスに勝利し、ATPツアー通算200勝を挙げた。準決勝では世界ランク15位で第4シードのケビン・アンダーソンに勝利し決勝進出。この時点で3月2日発表の世界ランキングで自己最高の4位になることが確定した。決勝戦では大会前から発症していたインフルエンザの影響もあり第2シードのフェレールに3-6, 5-7のストレートで負け、フェレールへの連勝記録も5で止まる形になってしまった。
3月、デビスカップワールドグループ1回戦カナダ戦はシングルス2試合に出場しバセク・ポスピシル、ラオニッチに勝利するも、日本チームは2勝3敗で敗退した。3月18日、BNPパリバ・オープンでは自己大会記録の4回戦に進出するもフェリシアーノ・ロペスに敗れた。3月24日から始まるマイアミ・オープンではフェデラーが欠場のためマスターズ1000では自身初となる第4シードでの出場となった。準々決勝まで進出するもジョン・イスナーに敗れた。
4月、前回優勝したバルセロナ・オープンでは第1シードで出場。決勝でパブロ・アンドゥハルに勝利し2連覇。また、ATPツアー優勝9回はクルム伊達公子を抜き日本人最多記録。5月、前回準優勝のマドリード・オープンではフェレールらを破りベスト4に進出するもマリーに敗れた。BNLイタリア国際では初の準々決勝に進出するが第1シードジョコビッチに3-6, 6-3, 1-6で敗れた。

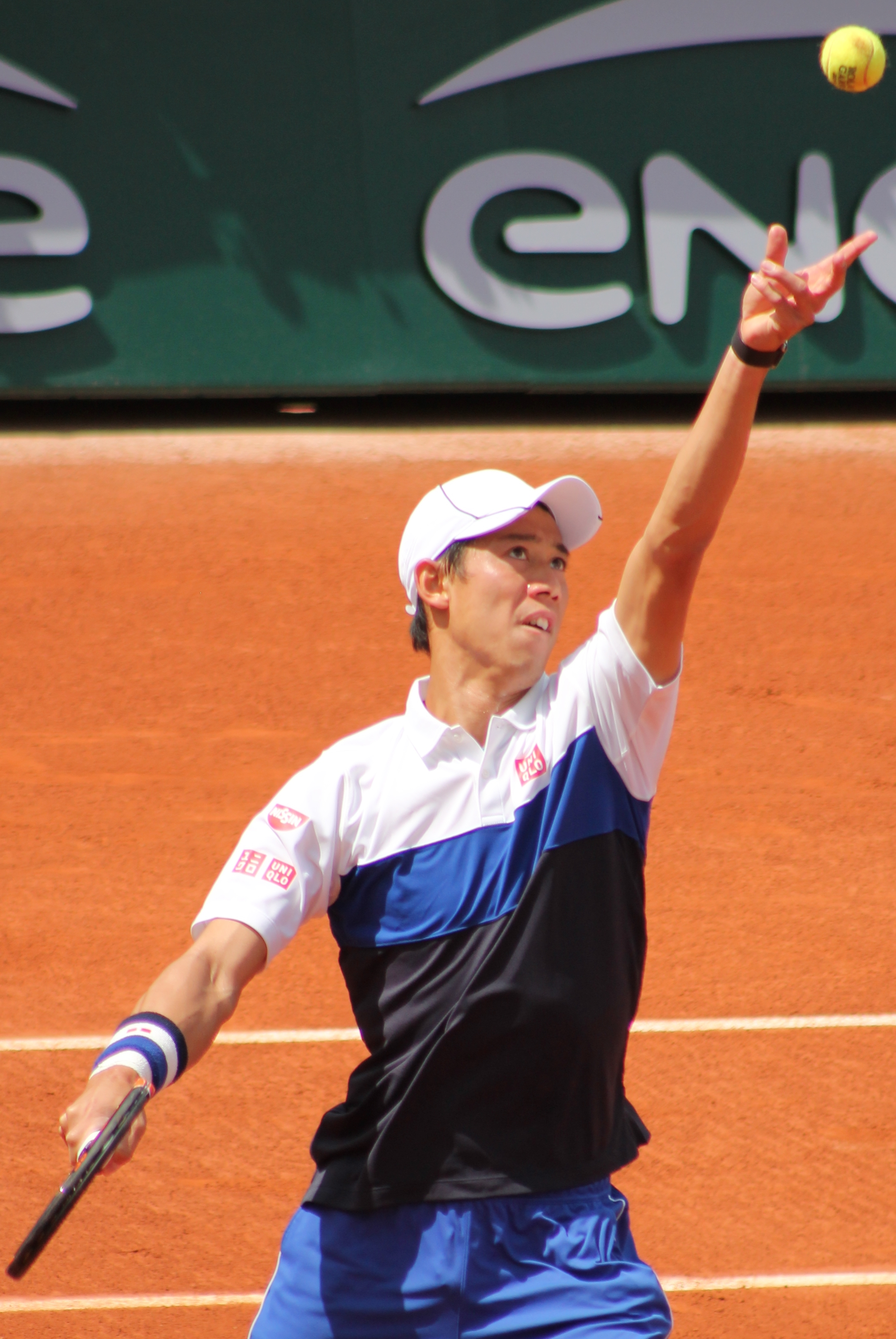
2015年全仏オープンでの錦織圭

全仏オープンは第5シードで出場。4回戦でティムラズ・ガバシュビリに勝利し、全仏男子シングルスで日本人としては1933年の佐藤次郎以来82年ぶりの準々決勝進出を果たした。準々決勝では第4シードのトマーシュ・ベルディハを倒して勝ち上がってきた第14シードのジョー＝ウィルフリード・ツォンガに1-6, 4-6, 6-4, 6-3, 3-6の4時間に及ぶフルセットで敗れ、自身初の全仏ベスト4とはならなかった。6月10日、フォーブスが発表する「世界で最も稼ぐスポーツ選手」2015年版ランキングで92位にランクインした（1950万ドル、約23億円）。日本人では田中将大（58位）に次ぐ2位。6月22日、獲得賞金ランキングが発表され1,914,692ドル（約2億3千万円）で前回と同じく7位となった。
全仏オープン後の初戦となったゲリー・ウェバー・オープンではロジャー・フェデラーに次ぐ第2シードとして出場。準々決勝でのイェジ・ヤノビッチ戦でフルセットの末勝ち上がりはしたものの、左ふくらはぎの筋膜炎を試合後に発症させ、準決勝でのアンドレアス・セッピ戦で第1セット1-4となったところで棄権を申し入れた。そして、体調を不安視されて迎えたウィンブルドン選手権では日本男子、そして自身最高位の第5シードで出場し、初戦のシモーネ・ボレッリを3時間超のフルセットで下した。この勝利により、松岡修造の持つウィンブルドン選手権での通算7勝を更新して日本人歴代最多記録とし、同時に生涯獲得賞金としてもアジア選手初の1000万ドル（約12億円）突破を果たした。同大会2回戦はサンティアゴ・ヒラルドとの対戦であったが、負傷箇所が悪化して棄権を申し入れた。なお、アジアの国出身ではないものの、アジア系外国人の選手の間では、アジア系（台湾系）米国人のマイケル・チャンが、初の生涯獲得賞金1000万ドル突破を果たしている。
怪我明けのシティ・オープンでは第2シードとして出場、準決勝で前年の全米オープンの決勝で敗れたチリッチに3-6, 6–1, 6-4で勝利し、雪辱を果たした。また決勝では、同年のマイアミ・オープン準々決勝で敗れたイスナーに4-6, 6-4, 6-4で勝利し、雪辱を果たし、シティ・オープン初優勝を飾った。この勝利により8月10日発表の世界ランキングで自己最高タイの4位に復帰した。ロジャーズ・カップでは第4シードで出場し、準々決勝で過去0勝7敗のナダルに6-2, 6-4のストレートで初勝利を飾る。しかし準決勝でマリーには連戦の疲労蓄積で左臀部を痛めた影響もあり3-6, 0-6で敗れ、そのため翌週のウエスタン・アンド・サザン・オープンは全米オープンを見越し体力回復を努めるため欠場した。そのウエスタン・アンド・サザン・オープンでスタン・ワウリンカがジョコビッチに敗れたため、全米オープンでグランドスラムでは日本人初となる第4シードが確定した。しかしながら自身も好調と語り臨んだ全米オープンでは、初戦でブノワ・ペールに対して、2度のマッチポイントを握りながらも4-6, 6-3, 6-4, 6-7(6), 4-6とまさかの敗戦。前年度に準優勝した大会で、初日に初戦敗退という結果となってしまった。
9月、デビスカップ・ワールドグループ・プレーオフのコロンビア戦に自身初の最年長として選出された。18日のシングルス第2戦ではアレハンドロ・ファジャに7-6, 7-6, 7-5で勝利。19日に行われたダブルスを落として後がなくなった日本であったが、20日のシングルスで錦織とダニエル太郎が勝利してワールドグループ残留を果たした。
連覇を目指した楽天ジャパン・オープンでは準決勝に進出するも、再びブノワ・ペールに敗れた。上海マスターズでは3回戦でケビン・アンダーソンに敗れた。スイス・インドアは肩の怪我のため欠場したが、同大会でレースランキング9位のリシャール・ガスケがナダルに敗れ、ポイントで錦織を上回れなくなったため、2年連続のATPワールドツアー・ファイナルズ出場が決まった。翌週のBNPパリバ・マスターズでは3回戦で過去5戦全敗のガスケと対戦。6-7(3), 1-4の第2セット第6ゲーム途中で棄権。対ガスケ初勝利はまたしてもならなかった。
11月、2年連続出場のATPワールドツアー・ファイナルズでは、初戦でジョコビッチに1-6, 1-6で完敗した。第2戦ではトマーシュ・ベルディハに7-5, 3-6, 6-3で2時間23分の激戦を制した。最終戦ではフェデラーから第2セットで1-4から5ゲーム連取して第2セットを取るなど、2時間10分の大接戦を繰り広げるも5-7, 6-4, 4-6で敗れ、準決勝進出はならず今シーズンが終了した。年間最終ランキングは8位。
シーズン終了後にATPの公式サイトで行われた投票によって、8月のロジャース・カップ3回戦のダビド・ゴファン戦でのゴファンの頭上を抜いた股抜きロブが2015年のベストプレーに選出された。

### 2016年 リオ五輪銅メダル 全米ベスト4 年間勝利数世界3位
年初のブリスベン国際では単複両方に出場。シングルスでは第2シードで出場し、準々決勝でバーナード・トミックに3-6, 6-1, 3-6で敗れた。タブルスでは同大会で3年ぶりにグリゴール・ディミトロフと組んで参戦。準々決勝に進出し、2015年全米オープン優勝ペアのエルベール/マユ組に4-6, 6-1, [10-7]で勝利し2年連続で準決勝に進出したが、準決勝は棄権した。
全豪オープンには第7シードで出場。4回戦でツォンガに6-4, 6-2, 6-4で初めてのストレート勝ちで快勝し2年連続の準々決勝進出。この試合で全豪通算20勝目をあげ、日本人男女通じて最多となった。準々決勝ではジョコビッチに3-6, 2-6, 4-6で敗れた。
2月のメンフィス・オープンでは決勝で18歳の若手のテイラー・フリッツを6-4, 6-4で破り大会初の4連覇を達成。2週間後のメキシコ・オープンでは2回戦でクエリーに4-6, 3-6で敗れた。デビスカップでは1回戦で前年優勝国のイギリス代表と対戦。第2戦でダニエル・エバンスに6-3, 7-5, 7-6(3)で勝利。第4戦ではマリーと対戦し、第1,2セットを連取されるも、第3,4セットを取り返しフルセットへ持ち込んだ。しかし、第5セットを取られ、5-7, 6-7(6), 6-3, 6-4, 3-6の4時間54分で敗れた。
3月のBNPパリバ・オープンでは4回戦で地元のジョン・イスナーを1-6, 7-6(2), 7-6(5)で破り、初の準々決勝進出。準々決勝でラファエル・ナダルと対戦し、4-6, 3-6で敗れた。続くマイアミ・オープンでは準々決勝でガエル・モンフィスに5度のマッチポイントを握られながら、4-6, 6-3, 7-6(3)の接戦を制し、2年ぶりのベスト4進出。準決勝でニック・キリオスに6-3, 7-5で勝利し、自身2度目のマスターズ決勝に進出。決勝でノバク・ジョコビッチと対戦し3-6, 3-6で敗れ、マスターズ初優勝はならなかった。
4月のバルセロナ・オープンでは準決勝で2015年全米オープン、ジャパン・オープンで連敗していたブノワ・ペールに6-3, 6-2で勝利し、3年連続の決勝進出を果たす。決勝ではナダルに4-6, 5-7で敗れ、3連覇はならなかった。
5月のマドリード・オープンでは過去6戦全敗のリシャール・ガスケに苦戦しながらも6-4, 7-5で初勝利を挙げ、同大会4年連続のベスト8入りを果たす。準々決勝ではキリオスとの6-7(6), 7-6(1), 6-3の2時間38分の激戦に勝利し、3年連続のベスト4進出を果たす。準決勝でジョコビッチに3-6, 6-7(4)で敗れた。翌週のBNLイタリア国際では3回戦で再びガスケに6-1, 6-4で連勝すると、準々決勝でドミニク・ティームに6-3, 7-5で勝利し、イタリア国際では初めてベスト4進出を果たす。準決勝でジョコビッチから1年ぶりにセットを取るも、6-2, 4-6, 6-7(5)で惜敗した。全仏オープンでは3回戦でフェルナンド・ベルダスコに6-3, 6-4, 3-6, 2-6, 6-4のフルセットで勝利したが、4回戦でガスケに4-6, 2-6, 6-4, 4-6で敗れ、ベスト8を逃した。

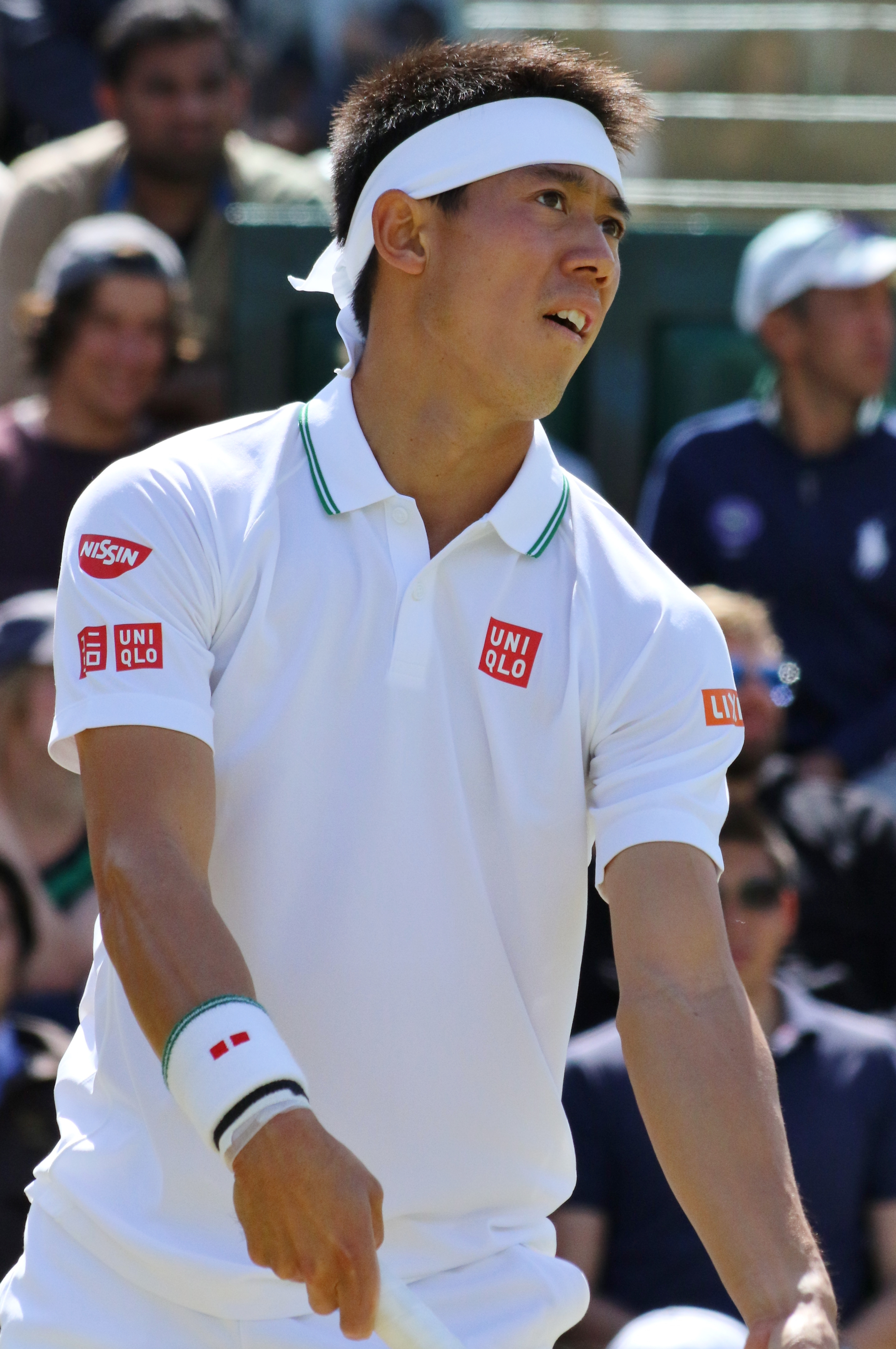
2016年ウィンブルドン選手権での錦織圭

6月、芝シーズンに入ってのゲリー・ウェバー・オープンでは初戦リュカ・プイユに勝利するも2回戦は脇腹の痛みのため試合前に棄権した。翌週エキジビジョンでリシャール・ガスケに6-2, 6-1で勝利。ウィンブルドン選手権では1回戦で脇腹についてメディカル・タイムアウトを取るも、その後は順調に勝ち上がり、2年ぶりに4回戦進出。4回戦ではチリッチと対戦したが、脇腹の痛みが悪化し第2セット途中で棄権した。
7月、怪我明けのロジャーズ・カップでは、準決勝でスタン・ワウリンカを7-6(6), 6-1で破り、当シーズン2度目のマスターズの決勝進出を果たした。決勝ではジョコビッチに3-6, 5-7で敗れた。
8月、リオデジャネイロオリンピックではシングルスでロンドンオリンピックに続きベスト8入りすると、準々決勝でモンフィスとの2時間53分の死闘を7-6(4), 4-6, 7-6(6)で制しベスト4に進出。続く準決勝ではマリーに1-6, 4-6で敗れたものの、3位決定戦でナダルと対戦し、フルセットの末6-2, 6-7(1), 6-3で制して銅メダルを獲得した。オリンピックテニス競技での日本人によるメダルは、1920年のアントワープオリンピックで熊谷一弥が銀メダルを単・複で2つ（ダブルスは柏尾誠一郎と）獲得して以来、実に96年ぶりの快挙となる。翌週のウエスタン・アンド・サザン・オープンでは3回戦でバーナード・トミックに6-7(1), 6-7(5)で敗れた。ロジャーズ・カップとウエスタン・アンド・サザン・オープンでの成績によって、全米オープンシリーズで85ポイント獲得し、初優勝を果たした。

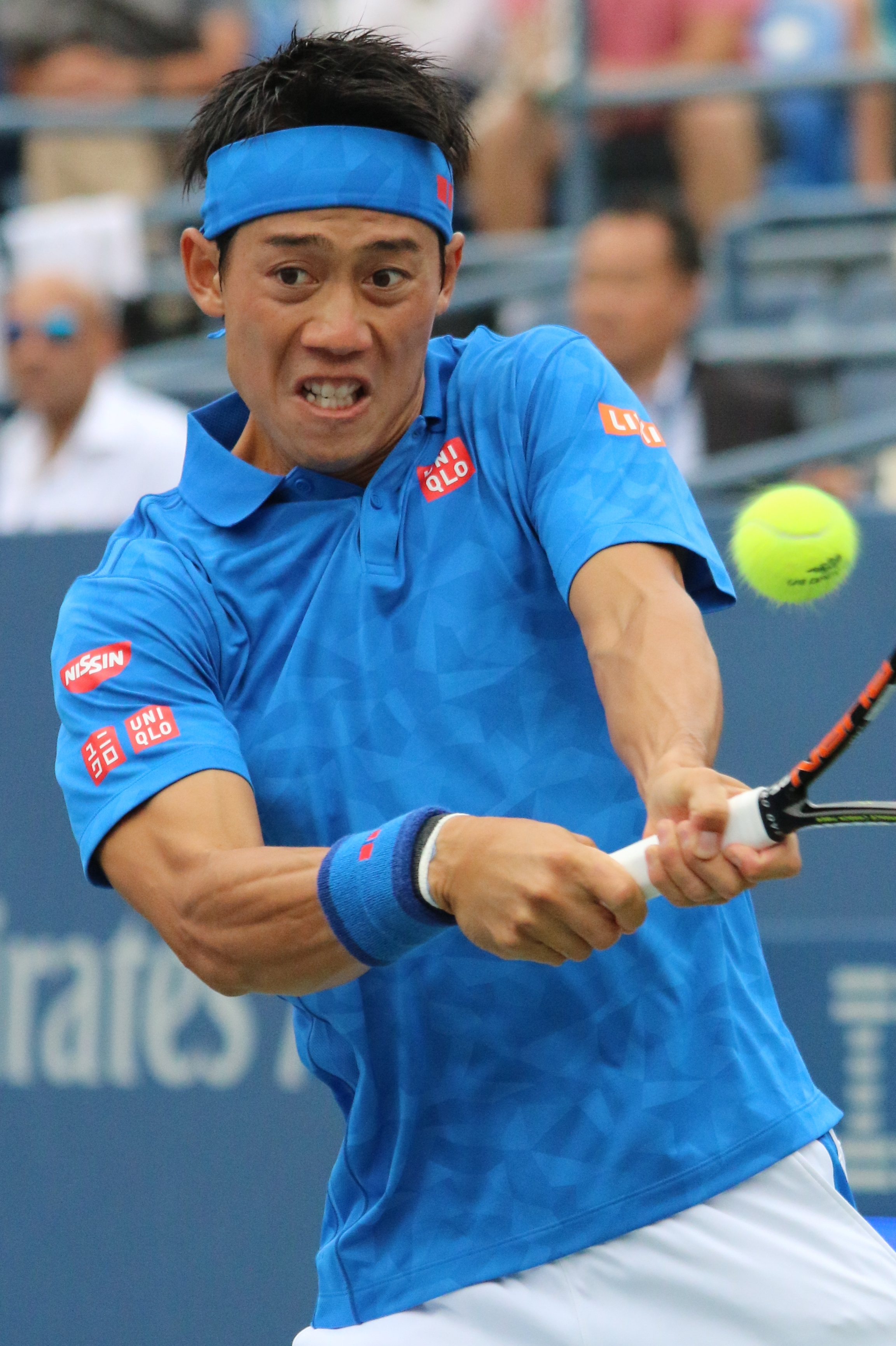
2016年全米オープンでの錦織圭

9月、全米オープンでは2年ぶりにベスト8に進出。準々決勝ではマリーと3時間57分の激戦の末、1-6, 6-4, 4-6, 6-1, 7-5で勝利し、グランドスラムで2年ぶりのベスト4進出を果たす。準決勝ではスタン・ワウリンカに6-4, 5-7, 4-6, 2-6で敗れ、決勝進出はならなかった。大会後のランキングで1年ぶりに5位に復帰する。デビスカップワールドグループ・プレーオフのウクライナ戦では第3試合のダブルスに杉田祐一と組んで出場。スミルノフ/スタホフスキー組に6-3, 6-0, 6-3で勝利し、日本のワールドグループ残留に貢献した。
10月の楽天ジャパン・オープンでは2回戦で臀部の負傷で棄権し、翌週の上海マスターズも欠場した。なお、同月には3年連続のATPワールドツアー・ファイナルズへの出場決定。スイス・インドアで復帰すると、準々決勝で過去4戦全敗のフアン・マルティン・デル・ポトロに7-5, 6-4で初勝利を挙げた。その後決勝に進出するもチリッチに1-6, 6-7(5)で敗れ、準優勝となったが世界ランキングで自己最高の4位に復帰を果たした。BNPパリバ・マスターズでは2回戦でビクトル・トロイツキに勝利しツアー通算300勝を達成。3回戦でツォンガに2度のマッチポイントを握るも、6-0, 3-6, 6-7(3)で惜敗した。
3度目の出場となるATPワールドツアー・ファイナルズには第5シードで出場。初戦はワウリンカに6-2, 6-3で快勝。2戦目のマリー戦では7-6, 4-6, 4-6の3時間20分の接戦の末敗れた。第3戦を前に準決勝進出が確定。第3戦ではチリッチに6-3, 2-6, 3-6で敗れた。2年ぶりの準決勝ではジョコビッチに1-6, 1-6で敗れた。年間最終ランキングは5位。また、年間勝利数においてはマリーの69勝、ジョコビッチの63勝に次ぐ、3位の58勝という位置につけて同シーズンを終えた。

### 2017年 トップ10陥落 ツアー離脱
年初のブリスベン国際では単複両方に出場した。ダブルスではドミニク・ティームとペアを組み、1回戦で2016年ATPワールドツアー・ファイナルズで優勝ペアの第2シードコンティネン/ピアーズ組を1-6, 6-3, [12-10]で破り準々決勝に進出したが、準々決勝でミュラー/クエリー組に敗れた。シングルスでは準決勝でワウリンカを7-6(3), 6-3で破り決勝に進出。決勝ではグリゴール・ディミトロフに2-6, 6-2, 3-6で敗れ、準優勝となった。
全豪オープンには第5シードで出場。4回戦でロジャー・フェデラーとグランドスラムで初めて対戦。フルセットの末7-6(4), 4-6, 1-6, 6-4, 3-6で敗れた。アルゼンチン・オープンでは決勝でアレクサンドル・ドルゴポロフに6-7(4), 4-6で敗れ準優勝。翌週のリオ・オープンでは初戦で世界ランキング76位のトマス・ベルッシに4-6, 3-6のストレートで敗れた。第2シードとして出場したBNPパリバ・オープンではジャック・ソックに、マイアミ・オープンではファビオ・フォニーニにどちらも準々決勝で敗れベスト8で終わった。
ムチュア・マドリード・オープンでは3回戦でダビド・フェレールに勝利。しかし次のノバク・ジョコビッチ戦を前に手首の痛みを理由に棄権した。BNLイタリア国際では2回戦でまたもフェレールを破るが、3回戦でフアン・マルティン・デル・ポトロに6-7, 3-6で敗退した。全仏オープンでは3回戦で鄭現との第4セットの途中で雨で試合中断となり次の日に持ち越しとなった。この試合はフルセットで勝利している。続く4回戦はフェルナンド・ベルダスコに第1セットを0-6で奪われるもののその後逆転、最終ゲームは6-0で勝利した。2年ぶりの準々決勝では世界ランキング1位のアンディ・マリーに6-2, 1-6, 6-7, 1-6で敗れてベスト8敗退となった。
ウィンブルドン選手権の前哨戦にあたるゲリー・ウェバー・オープンでは2回戦で腰に違和感を訴えて途中棄権し体調が心配されたが、ウィンブルドン選手権では1回戦をストレート勝ちした。しかし、3回戦で対戦成績5戦5勝のロベルト・バウティスタ・アグートに4-6, 7-6, 6-3, 3-6で敗れ、2年連続の4回戦進出はならなかった。シティ・オープンでは2回戦でデルポトロに6-4, 7-5で2度目の勝利、リベンジを果たす。しかし準決勝では第5シードの若手アレクサンダー・ズベレフに初めての敗退を喫した。ロジャーズ・カップでは2回戦でこれまで全勝のガエル・モンフィスに敗退。この試合は後にATPが2017年の大逆転勝利ベスト5マッチの第2位として選定した。
その後再び手首の痛みを訴え、ウエスタン・アンド・サザン・オープンを欠場。検査の結果尺側手根伸筋腱の部分断裂と診断され、全米オープンを含めた今後の2017年シーズン全休を発表。これはジョコビッチ、ワウリンカに次ぎTOP10のうち3人目の全休発表であった。年最終ランキングは22位に後退。

### 2018年 マスターズ準優勝 全米ベスト4 ウィンブルドンベスト8 トップ10復帰
前年からの怪我の影響でエントリーしていたブリスベン国際、シドニー国際の欠場を発表。更に1月4日、全豪オープンについて、公式アプリで「リハビリは順調だが、5セットマッチを戦い抜く準備はまだ100%はできていない」とのコメントを発表し、欠場の意向を明らかにした。
1月23日、ATPチャレンジャーツアーのニューポートビーチで第1シードとして出場し復帰戦に挑む。しかし1回戦で世界ランキング238位のデニス・ノビコフにフルセットの末敗退し、黒星での復帰戦となった。翌週、再びチャレンジャーツアーのRBCテニスチャンピオンシップス・オブ・ダラスに出場し1回戦でノビコフに対しストレート勝利でリベンジに成功。決勝では、マッケンジー・マクドナルドとの初対戦をストレートで制し7年ぶりのATPチャレンジャーツアー優勝となった。
2月、ニューヨーク・オープンで第5シードとしてATPツアーに半年ぶりの復帰。ベスト4に入ったものの準決勝で第1シードのケビン・アンダーソンに1-6, 6-3, 6-7で敗れた。メキシコ・オープンでは初戦でデニス・シャポバロフとの初対戦に敗れた。BNPパリバ・オープンでは初戦の前に風邪による棄権を発表した。マイアミ・オープンでは第5シードフアン・マルティン・デル・ポトロとの3回戦にストレートで敗退した。

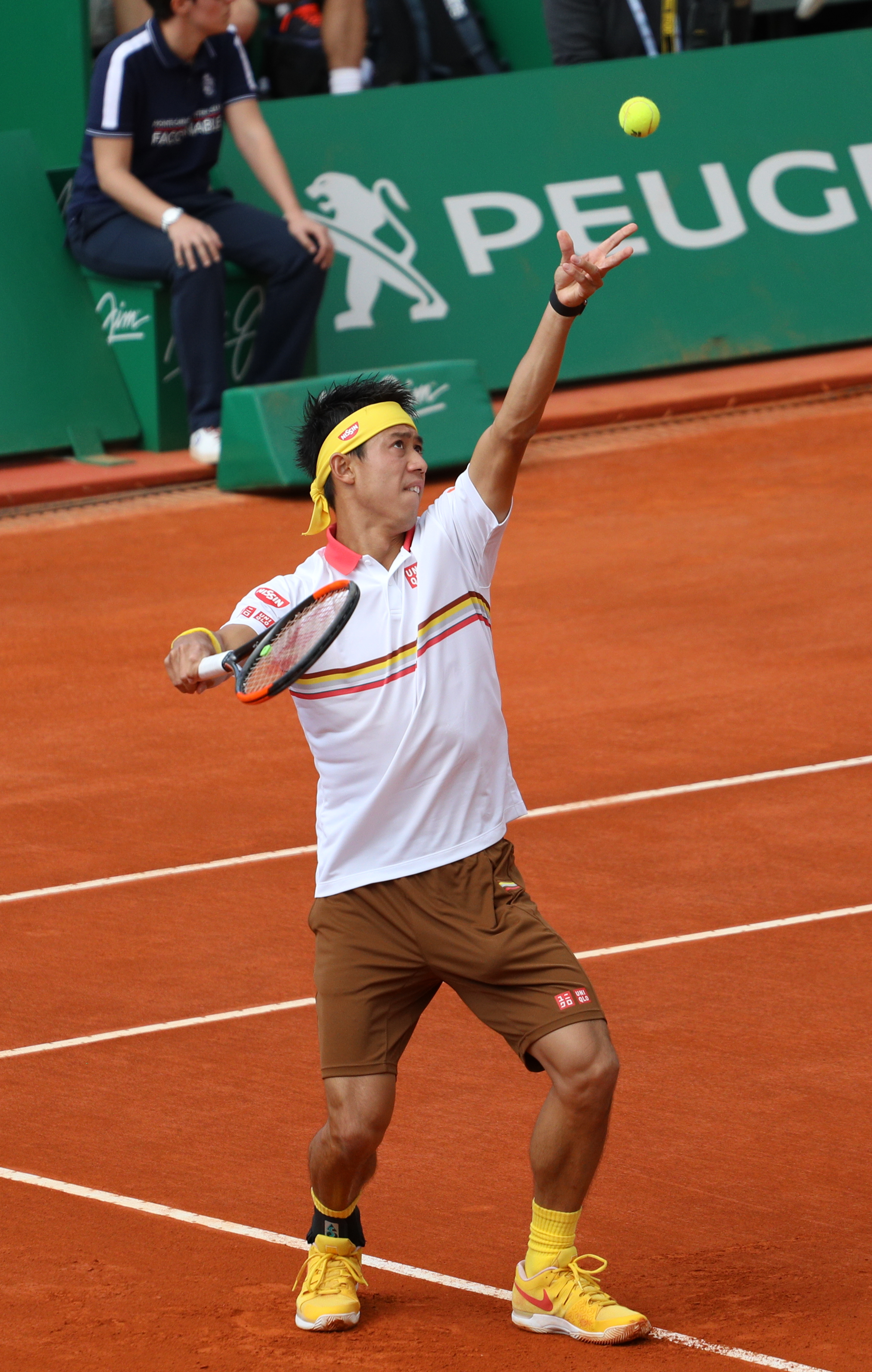
2018年モンテカルロ・マスターズでの錦織圭

6年ぶりのモンテカルロ・マスターズではノーシードでの出場となったが、1回戦で第12シード・世界ランキング18位トマーシュ・ベルディハに勝利し1年3ヶ月ぶりの対トップ20勝利を成し遂げ、そのまま準々決勝に進出。準々決勝では第2シードマリン・チリッチ、準決勝では第3シードアレクサンダー・ズベレフといった強豪をフルセットで倒し、2016年ロジャーズ・カップ以来となるマスターズ1000決勝進出。決勝では第1シードラファエル・ナダルに3-6, 2-6で敗れたが、復活を印象付ける大会となった。しかしムチュア・マドリード・オープンでは初戦でノバク・ジョコビッチと対戦し敗北、対ジョコビッチ11連敗を喫することとなった。BNLイタリア国際では2回戦で第3シードのグリゴール・ディミトロフをフルセットの末破ったが、準々決勝でまたしてもジョコビッチに敗れた。全仏オープンでは2回戦でブノワ・ペールに先に2セットを奪われるも、フルセットで勝利。3回戦でジル・シモンに6-3, 6-1, 6-3で完勝した。4回戦で第7シードのドミニク・ティームに2-6, 0-6, 7-5, 4-6で敗れた。
ウィンブルドン選手権では、第24シードで出場し、3回戦で第15シードニック・キリオスにストレートで圧勝。さらに4回戦で元世界10位のエルネスツ・グルビスを4-6, 7-6(5), 7-6(10), 6-1で破り、自身初のウィンブルドンベスト8、これで全ての四大大会でのベスト8を達成。しかし準々決勝ではジョコビッチに3-6, 6-3, 2-6, 2-6で敗れた。

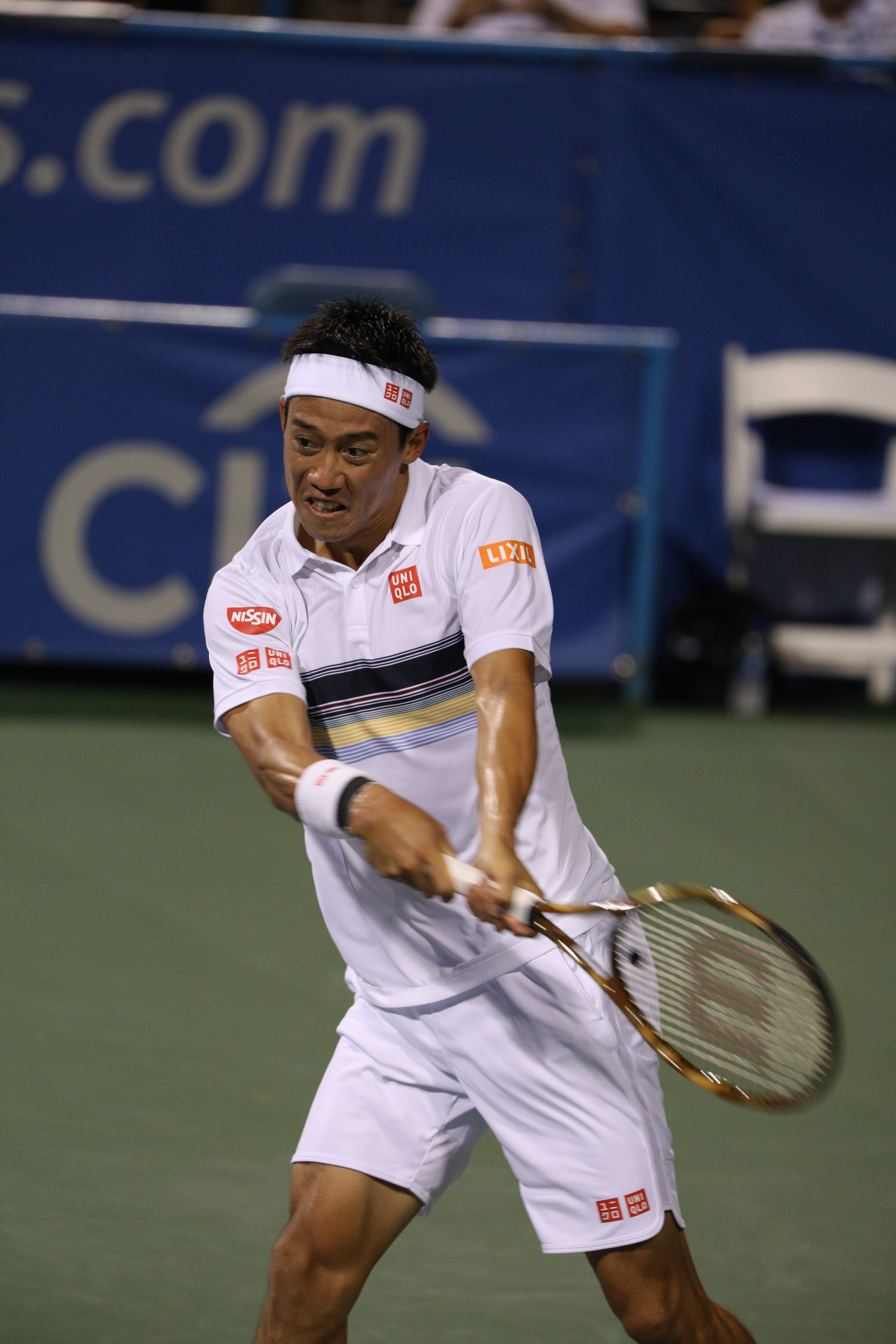
2018年ムバダラ・シティDCオープンでの錦織圭

シティ・オープンでは準々決勝でズベレフに敗れた。ロジャーズ・カップでは初戦でロビン・ハーセにペースを崩され敗れ、続くウエスタン・アンド・サザン・オープンでは復帰して間もない元世界3位のワウリンカに敗れた。それでも2年ぶりとなる全米オープンでは、準々決勝で第7シードのチリッチを2-6, 6-4, 7-6(5), 4-6, 6-4のフルセットで破りベスト4入りした。準決勝ではジョコビッチに3-6, 4-6, 2-6で敗れた。

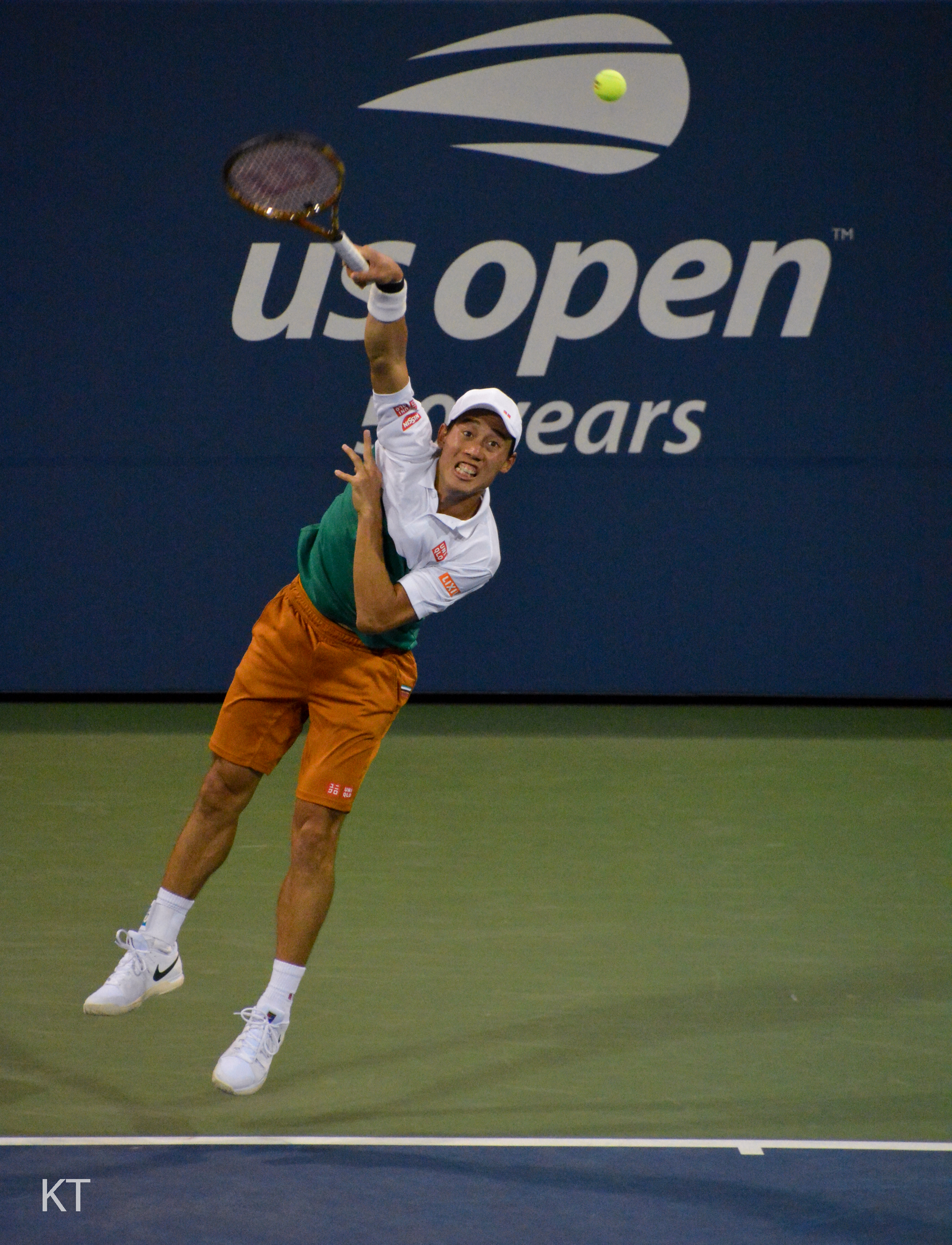
2018年全米オープンでの錦織圭

その後は第1シードでモゼール・オープンに出場。準決勝で予選から勝ち上がってきたドイツのマティアス・バッヒンガーに6-2, 4-6, 5-7で敗れた。2年ぶりの出場となった楽天ジャパンオープンの準々決勝では世界ランキング15位のステファノス・チチパスとの初対戦となったが、6-3, 6-3のストレートで勝利。準決勝はハードコートでは全敗であったガスケに7-6(2), 6-1とこちらもストレート勝ちして、1セットも落とさずに決勝へ進出したが、決勝ではダニール・メドベージェフに2-6, 4-6で敗れ、2016年メンフィス・オープン以来となるATPツアーの優勝はならなかった。続く上海マスターズでは準々決勝へ進出。準々決勝で大会連覇を狙う世界ランキング2位ロジャー・フェデラーとの対戦になったが、4-6, 6-7(4)で敗れ、2011年以来の上海でのベスト4入りはならなかった（またこの試合で、錦織の全仏オープンから続いていたタイブレークでの連勝が12で止まった）。
エルステ・バンク・オープンでは準々決勝で第1シード・世界ランク7位のティームに6-3, 6-1で圧勝するなど好調な勝ち上がりで決勝に進出するが第2シードのケビン・アンダーソンに敗れ準優勝となった。パリ・マスターズではアンダーソンをストレートで下しベスト8に入り、翌週の世界ランク9位を決定させ、1年以上ぶりのトップ10に復帰した。さらに、デルポトロの怪我による棄権で、繰り上げでNitto ATPファイナルズに4度目の出場を決めた。しかしこの大会では不調が続き、初戦でロジャー・フェデラーから4年半ぶりの勝利を掴んだものの第二戦、第三戦はそれぞれアンダーソン、ティームに完敗し、準決勝進出はならなかった。年間最終ランキングは9位。12月には、エキシビションマッチであるハワイ・オープンに出場し、クリスチャン・ハリソンとミロシュ・ラオニッチを破って優勝した。

### 2019年 ツアー12勝目 全豪・全仏・ウィンブルドンベスト8
1月のブリスベン国際では、第2シードとして出場し、決勝で第4シードのダニール・メドベージェフに6-4, 3-6, 6-2で勝利し、2016年のメンフィス・オープン以来3年ぶりにATPツアーでタイトルを掴んだ。全豪オープンでは、2回戦イボ・カルロビッチ戦、4回戦パブロ・カレーニョ・ブスタ戦と2度、今大会から導入された最終セットの10点先取のスーパータイブレークを制し、3年ぶり4度目のベスト8進出を果たした。4回戦の試合時間5時間5分は自己最長であり、今大会の最長試合となった。準々決勝ではノバク・ジョコビッチに対して第2セット途中棄権で敗退となった。
初参戦となったABNアムロ世界テニス・トーナメントでは準決勝まで進出したが、準決勝ではスタン・ワウリンカに2-6, 6-4, 4-6のフルセットで敗れた。その後は4大会連続早期敗退となるも、過去2度の優勝を誇るバルセロナ・オープンでは、5大会ぶりに準決勝へ駒を進めた。準決勝では、ダニル・メドベージェフに4-6, 6-3, 5-7のフルセットで敗れた。
全仏オープンでは、3回戦ラスロ・ジェレ戦を4時間26分の6-4, 6-7, 6-3, 4-6, 8-6、4回戦ブノワ・ペール戦では、前の試合が長引いたことも影響し2日がかりの試合となったが、これを6-2, 6-7, 6-2,（ここでサスペンデッド）, 6-7, 7-5で勝利し、グランドスラムでは去年のウィンブルドンから4大会連続のベスト8進出となった。しかし準々決勝ではラファエル・ナダルに1-6, 1-6, 3-6で敗退。自身初の全仏ベスト4はならなかった。

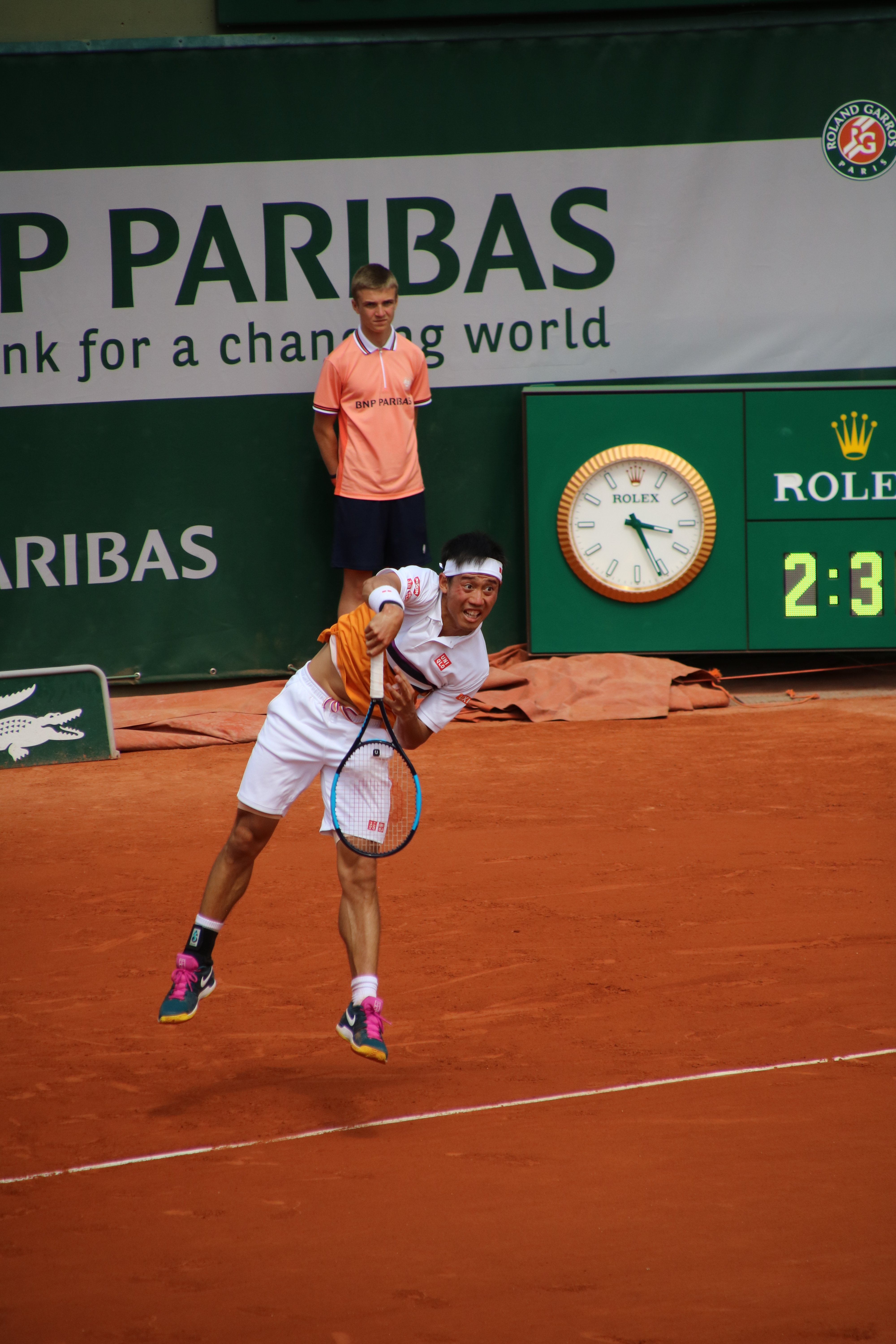
2019年全仏オープンでの錦織圭

芝シーズンに突入するも、出場を予定していたノベンティ・オープンを右上腕部の痛みを理由に欠場した。前哨戦となったエキシビジョンのアスポール・テニス・クラシックでリュカ・プイユを7-5, 7-6(4)で破った。ウィンブルドン選手権では3回戦でスティーブ・ジョンソンに勝利しツアー通算400勝を達成。4回戦のミハイル・ククシュキン戦で今大会初めてセットを失うものの、6-3, 3-6, 6-3, 6-4で勝利。ウィンブルドンで2年連続のベスト8進出でありグランドスラム5大会連続ベスト8以上という快挙を成し遂げた。準々決勝では芝の王者ロジャー・フェデラーへ挑み、1セットを奪う健闘を見せるも6-4, 1-6, 4-6, 4-6で敗退しウィンブルドン初のベスト4はならなかった。
月末の出場を予定していたシティ・オープンは欠場の判断をした。全仏オープンのナダル戦以降常にテーピングをしていた右上腕部の大事をとってのためだった。ロジャーズ・カップは2回戦敗退。さらに続くウエスタン・アンド・サザン・オープンでも初戦の2回戦で、西岡良仁との日本人対決に6-7(2), 4-6で敗退。大本番となる全米オープンを、前哨戦で勝利を挙げられずに挑むことになった。全米オープンでは鬼門の奇数年で、自身初めて勝利を挙げたものの、3回戦で20歳の新星アレックス・デミノーとの初対戦で2-6, 4-6, 6-2, 3-6と苦杯を喫した。これでシンシナティに続いて、初対戦で対TOP10初勝利を献上する形となった。
9月、右上腕の違和感を取り除くため、ジャパンオープンを含むアジアシーズンの欠場を発表し、10月には約9年続いたダンテ・ボッティーニとのコーチ関係を解消。さらに右肘の手術を受けることを発表し、2019年の残りシーズンを全休することになった。10月28日発表の最新ランキングでは11位に後退し、約1年ぶりにTOP10から陥落した。年間最終ランキングは13位まで後退。術後はリハビリを経て11月に初めてラケットを握った様子を公開、そしてその月末に新コーチとしてマックス・ミルヌイを迎えることを発表した。

### 2020年 怪我に見舞われる
2月のデビスカップで3年半ぶりにメンバー入りしたが、出場はしなかった。その後は新型コロナウイルス感染症流行の影響でツアーが中断。再開後のウエスタン・アンド・サザン・オープンを復帰戦に予定していたが、8月16日に自身の新型コロナ感染検査の陽性を発表。同21日の再検査でも陽性だったため、大会欠場となった。また、3度目の検査で陰性になったが、準備が間に合わないとして同31日からの全米オープンも欠場した。
9月のオーストリア・オープンで約1年ぶりのツアー復帰を果たすも、1回戦でミオミル・ケツマノビッチに敗れた。次戦のBNLイタリア国際1回戦でアルベルト・ラモス＝ビノラスから復帰後初白星を挙げる。全仏オープンは1回戦でダニエル・エバンスにフルセットで勝利。しかし、2回戦でステファノ・トラヴァーリャに敗退。ここで負った肩の故障のため、シーズンを終了することになった。年間最終ランキングは41位。

### 2021年 東京五輪ベスト8
ATPカップと全豪オープン出場のためチャーター機でメルボルン入りするも、搭乗者からコロナウイルス陽性者が発覚し、ホテルで2週間の完全隔離生活を送ることになった。隔離終了後、わずか1週間後のATPカップで復帰戦を迎えた。結果はラウンドロビン敗退。全豪オープンでは1回戦でパブロ・カレーニョ・ブスタにストレートで敗れた。
3月のABNアムロ世界テニス・トーナメントでは1回戦で第7シードのフェリックス・オジェ＝アリアシムにストレートで勝利、2回戦でアレックス・デミノーにフルセットで勝利して2019年全米オープン以来の2連勝となる。続く準々決勝はボルナ・チョリッチにストレートで敗れた。ドバイ・テニス選手権では1回戦でライリー・オペルカにフルセットで勝利、2回戦で第5シードのダビド・ゴファンを、3回戦でアルヤジ・ベデネを共にストレートで破りベスト8進出。マイアミ・オープンでは2回戦で第2シードのステファノス・チチパスにフルセットで敗れた。
5月、ムチュア・マドリード・オープンでは2回戦で世界ランク6位で第5シードのアレクサンダー・ズベレフに3-6, 2-6のストレートで敗れた。翌週のBNLイタリア国際は1回戦でファビオ・フォニーニにストレートで勝利し、2回戦は対戦予定だったパブロ・カレーニョ・ブスタの棄権により不戦勝で3回戦進出。3回戦では第6シードのアレクサンダー・ズベレフと先週に続き対戦、第1セットを先取したが6-4, 3-6, 4-6のフルセットで惜敗し、2019年以来2年ぶり5度目のベスト8進出はならなかった。
全仏オープンでは2回戦で第23シードのカレン・ハチャノフをフルセットで破り、3回戦も勝利するも、4回戦でズベレフに6-4, 6-1, 6-1のストレートで惨敗。ウィンブルドンでは2回戦でジョーダン・トンプソンに敗れた。
7月には1年遅れで開催されることになった2020年東京オリンピックに単複出場を決意。男子ダブルスではマクラクラン勉と組んで準々決勝でニコラ・メクティッチ/マテ・パビッチ組（クロアチア）と対戦したが3-6、3-6で敗れた。男子シングルスでは1回戦で第5シードのアンドレイ・ルブレフに勝利し、2018年以来2年半ぶりとなるTOP10からの勝利を挙げるなど、オリンピック3大会連続のベスト8進出を果たしたが、準々決勝でジョコビッチに2-6, 0-6で敗れた。
8月、2020年東京オリンピックに続いて2週連続での出場となったシティ・オープンでは1、2回戦をストレート、3回戦はフルセットで勝利し、ベスト8に進出。準々決勝では今年のドバイ・テニス選手権で敗れていたロイド・ハリスを6-3, 7-5のストレートで勝利し、今季初のツアーベスト4進出を果たした。準決勝では、マッケンジー・マクドナルドにフルセットで敗れ、2019年ブリスベン国際以来2年半ぶりのツアー決勝進出とはならなかった。
続いて翌週のナショナル・バンク・オープンでは、1回戦でミオミル・キツマノビッチにフルセットで勝利したが、シティ・オープンから続いていた右肩の痛みを理由に2回戦を棄権し、翌週のウエスタン・アンド・サザン・オープンも上記の理由により欠場した。迎えた2021年全米オープンでは2回戦でマッケンジー・マクドナルドと再戦し、7-6, 6-3, 6-7, 2-6, 6-3のフルセットで雪辱を果たした。3回戦ではジョコビッチと再戦し、7-6, 3-6, 3-6, 2-6で敗退。BNPパリバ・オープンでは2回戦でダニエル・エバンスに敗れてシーズン終了。年間最終ランキングは47位。
2021末に所属先の日清との契約が満了したためフリーとなる。

### 2022年 長期離脱によるランキング消滅
1月、全豪オープンを左股関節痛のため欠場。同月中には様々なリハビリを試すが、チームと相談し内視鏡による手術を受ける。6ヶ月後の復帰を目標にすると自身のSNSで発表した。その後、手術は成功し復帰に向けリハビリを始める。
6月に自身ががグローバルブランドアンバサダーを務めているユニクロと所属契約を結ぶ。
8月22日、全米オープン (テニス) の欠場をマネジメント会社が発表。2007年の全米オープン予選で4大大会に初挑戦して以来、シーズン全てのグランドスラムを欠場するのは初。
9月29日、大型ハリケーン「イアン」がフロリダ州に上陸した際、自身のTwitterで「僕と家族は無事です。初めてこんな怖い思いをしました」と報告した。
10月5日、楽天オープン開催期間中のイベントに国枝慎吾とともに自宅のあるフロリダからリモート出演。復帰戦の見通しについては、「早く出たい気持ちはあるが、今年は試合に全く出られない可能性もある。模索中」と苦しい現状を明かす。
10月17日、世界ランキングが更新され、2010年4月19日以降維持してきたポイントが消滅。約12年6カ月ぶりにランク圏外になる。
10月21日、マネジメント担当が今季中のツアー復帰をあきらめることを公表。股関節の回復具合については「完治」しており、練習も全力でこなせており復帰が近いとみられていたが、最近の練習で足首を捻挫。回復まで3〜4週間かかることが判明。本人の判断で今季は断念し、12月からトレーニングを再開することを決断したという。マネジメント担当によると、10月の復帰に向けて、米フロリダ州の練習拠点で練習をこなしていた最中のけがだという。
11月19日、有明コロシアムで行われたユニクロのイベントにロジャー・フェデラー、国枝慎吾らとともに登場。イベント後の取材で自身のケガについて「いつ戻れるか分からない。今は1ヶ月ぐらいテニスができていない」と説明。夏には「1回やめることもちらつきました」と引退が頭をよぎったことも告白。来年1月の全豪オープン出場を理想とした上で「いきなり全豪はない」と事前大会でステップを踏む必要性を強調した。また、参加したフェデラーからは「日本のヒーロー。私も尊敬している選手の1人。ぜひ強くなって戻ってきてほしい」と復活に期待をよせた。

### 2023年 チャレンジャー7勝目
6月、復帰戦の日程が俎上に載せられては消滅するという状況が続き、漸く6月第2週のATPチャレンジャーツアーのカリビアン・オープン (en) にて2021年10月のBNPパリバ・オープン以来となる試合に出場。1回戦にてクリスチャン・ランモを相手に6-2, 6-4のストレートで下して勝利を収めた。その後勝ち進み、決勝でマイケル・ジェンを6-2, 7-5のストレートで破り、復帰後初めての大会にて優勝して、ATPチャレンジャーツアー7勝目を挙げた。
7月、アトランタ・オープンでは1回戦でジョーダン・トンプソンを7-6(5), 7-6(5)、2回戦で商竣程を6-4, 7-6(3)とそれぞれストレートで下して、2021年8月以来、約2年ぶりのツアーベスト8進出を果たした。準々決勝では第1シードのテイラー・フリッツに4-6, 2-6のストレートで敗れた。
8月、全米オープンにも出場予定だったが、左膝の負傷により無念の欠場となった。年間最終ランキングは352位。

### 2024年 チャレンジャー8勝目
3月には8ヶ月となるツアーに復帰戦となるマイアミ・オープンにワイルドカードで、3年ぶりに出場する。本戦1回戦ではセバスティアン・オフナーに3-6, 4-6のストレートで敗れた。それからプロテクト・ランキング（負傷離脱前の順位でエントリーできる救済措置）を活用して、6月の全仏オープンでは2021年の全米オープン以来となるグランドスラム大会出場をする。1回戦ではガブリエル・ディアロに7-5, 7-6(3), 3-6, 1-6, 7-5で4時間22分のフルセットの末にグランドスラム大会では2年9ヶ月ぶりの勝利となった。2回戦ではベン・シェルトン戦を6-7(7), 4-6の途中棄権となった。7月のウィンブルドン選手権では1回戦でアーサー・リンダークネッシュに7-5, 4-6, 7-6 (2), 3-6, 2-6のフルセットの死闘の末に敗れ、2021年以来3年ぶりの出場で2回戦進出とはならず初戦敗退となった
。
8月、ナショナル・バンク・オープンでは2回戦でステファノス・チチパスを6-4, 6-4のストレートで破る番狂わせを演じて3回戦進出を決めた。さらに3回戦ではヌーノ・ボルヘスを6-3, 6-4のストレートで破り、ATPマスターズ1000ベスト8入りを果たした。準々決勝ではマッテオ・アルナルディに4-6, 5-7のストレートで敗れた。チッタ・ディ・コモ・チャレンジャーではベスト8進出するも、準々決勝前に棄権した。9月のエーオン・オープン・チャレンジャーではベスト8進出。準々決勝ではハウメ・ムナルに6-2, 5-7, 3-6の逆転で敗れた。成都オープンでは商竣程に4-6, 4-6のストレートで初戦敗退。地元木下グループジャパンオープンテニスでは1回戦で因縁の相手であるマリン・チリッチを6-4, 3-6, 6-3で破り、2回戦ではジョーダン・トンプソンを6-2, 6-3のストレートで下し、ベスト8進出。準々決勝ではホルガ・ルーネに6-3, 2-6, 5-7の逆転で敗れた。ダブルスでは日本の後輩である18歳の新鋭である坂本怜と夢のダブルスを結成し、第1シードのジャクソン・ウィズロー/ナサニエル・ラモンズ組に7-6(6), 4-6, 6-10の接戦で敗れた。
10月の上海マスターズではマリアーノ・ナヴォーネを3-6, 6-4, 6-3で下して、初戦を突破するも、2回戦ではチチパスに6-7(6), 4-6のストレートで敗退した。エルステ・バンク・オープンではジャック・ドレイパーに6-7(5), 5-7のストレートで初戦敗退。
11月、ブラチスラヴァ・オープンでは1回戦でマートン・フチョビッチを6-2, 1-6, 6-1、2回戦でルカシュ・クレインを6-3, 6-7(3), 6-1で破り、ベスト8進出。準々決勝ではコンスタン・レスティエンヌを6-3, 5-7, 6-2で破り、今季初のチャレンジャーベスト4進出を果たす。準決勝ではロマン・サフィウリンでは4-6, 3-6のストレートで敗れ、決勝進出とはならなかった。翌週のヘルシンキ・オープンでは決勝進出。決勝ではルカ・ナルディを3-6, 6-4, 6-1の逆転で下して、1年5ヶ月ぶりの優勝を果たして、チャレンジャー8勝目を挙げた。年間最終ランキングは106位。

### 2025年 ツアー通算450勝

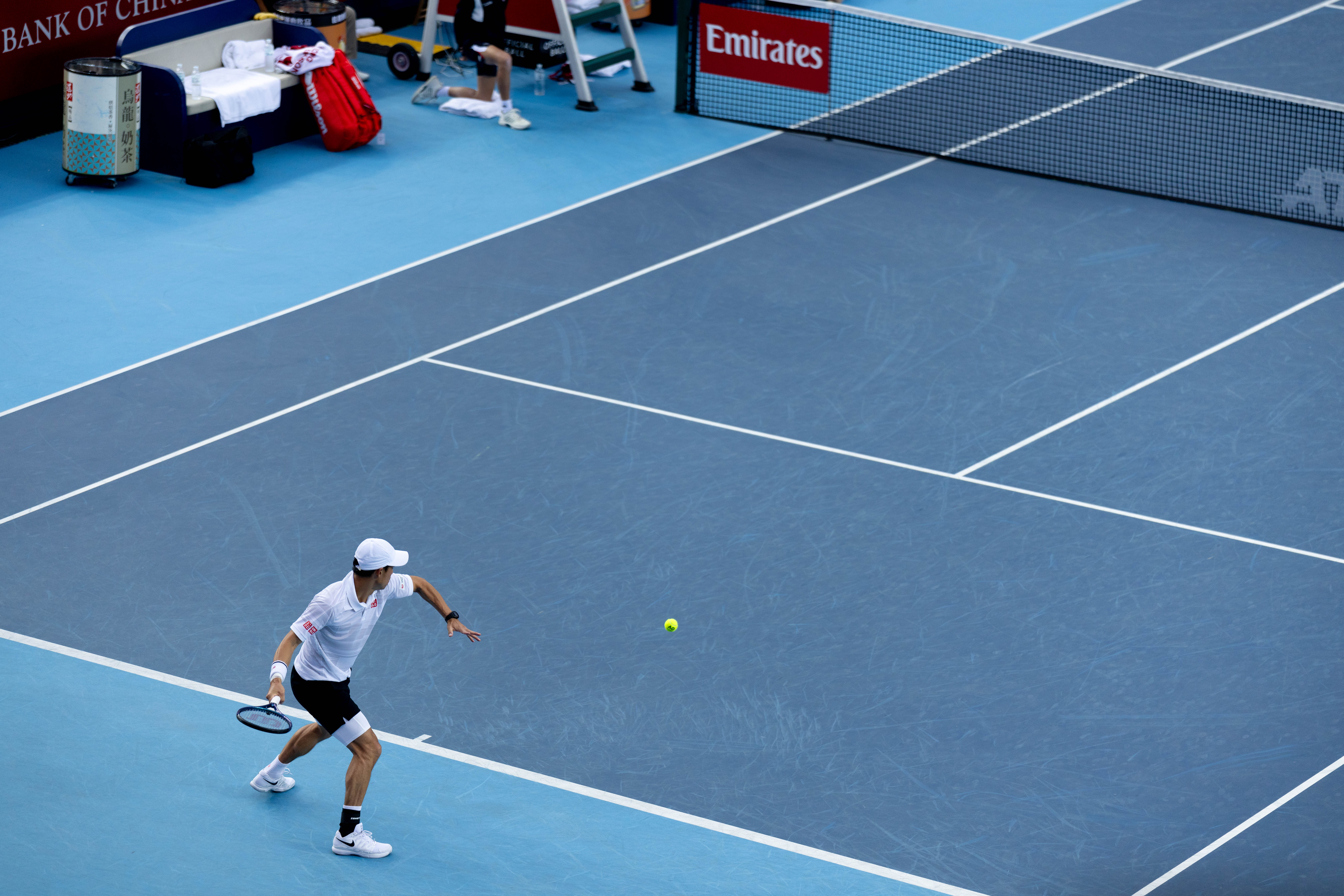
2025年香港オープンでの錦織圭

1月、開幕戦となる香港オープンでは大会側からワイルドカード（主催者推薦）が与えられ、本戦から出場を果たす。1回戦でデニス・シャポバロフを6-2, 6-3、2回戦ではカレン・ハチャノフを4-6, 6-3, 7-5、準々決勝ではキャメロン・ノリーを6-3, 3-6, 6-2で元トップ10選手3人抜きで破る活躍を見せ、ベスト4進出となり、準決勝では商竣程が4-3の時点で途中棄権したため、決勝進出。決勝では
アレクサンドル・ミュレールに6-2, 1-6, 3-6の逆転で敗れ、2019年1月のブリスベン国際以来と対決なる6年ぶり13度目のツアー制覇まであと一歩届かず、準優勝となった。
全豪オープンでも本戦出場が内定し、4年ぶりとなる出場。1回戦では予選通過者のチアゴ・モンテイロを4-6, 6-7(4), 7-5, 6-2, 6-3の4時間を超える死闘の末に大逆転で下し、6年ぶり9度目の初戦突破を果たした。2回戦では第12シードのトミー・ポール (テニス) に7-6(3), 0-6, 3-6, 1-6の逆転で敗れ、2019年以来6年ぶり9度目の3回戦進出とはならなかった。
2月、2025年デビスカップファイナル予選1回戦ではデビスカップイギリス代表と対決することとなった。第1試合では西岡良仁がビリー・ハリスを7-5, 6-1のストレートで勝利し、日本は先手1勝を挙げる。第2試合では錦織がジェイコブ・ファーンリーに3-6, 3-6のストレートで敗れ、1対1のイーブンとなる。第3試合では綿貫陽介/柚木武組とジョー・ソールズベリー/ニール・スクプスキ組の対決となる。日本はイギリスのダブルス世界ランキング1位経験者ペアとの熱戦の末、6-7(3), 6-7(4)のストレートで敗退し、1勝2敗の崖っぷりとなるも、第4試合では西岡がファーンリーを6-3, 7-6(0)のストレートで破る活躍で2勝2敗のイーブンに戻る。第5試合では日本のエース錦織がハリスを6-2, 6-3のストレートで下すとともに、日本は3勝2敗で勝利を決め、ファイナル予選2回戦進出を果たした。
3月、BNPパリバ・オープンではハウメ・ムナルを6-2, 5-7, 7-6(3)のの激闘の末に下し、4年ぶり8度目の初戦突破を果たすとともに、ツアー大会で約1ヵ月ぶりの白星を飾った。2回戦ではウゴ・アンベールに4-6, 3-6のストレートで敗れた。フェニックス・チャレンジャーではベスト4進出するも、ジョアン・フォンセカに3-6, 3-6のストレートで屈し、準決勝敗退となり、決勝進出とはならなかった。
4月、マドリード・オープンでは1回戦でアレクサンダル・ブキッチを6-4, 3-6, 6-3で破り、4年ぶり8度目の初戦突破を果たすとともに、オープン化以降ではアジア勢男子史上初となるツアー通算450勝を達成した。この記録は現役選手ではわずか8人しか達成していない快挙となった。

## プレースタイル
世界屈指と言われるリターン、足の速さ、スイングスピードを持つオフェンシブ・ベースライナー。最終セットの勝率に関しては、2014年は87.5％（21勝3敗、うち5セットでは4勝0敗）、キャリアを通しても79.8％で、歴代選手トップの記録を誇る。
バリエーション豊かなショットと相手との間合いを詰めた速い返球で、相手の考える時間、予備動作の時間、スイングの準備時間をどんどん奪っていく。ストロークを重ねるごとに有利な形を作り出し、後手に回った相手を精神的に追い詰めていく。
ライジングなどの早いタイミングのショットを多用する速攻、様子の探り合いを省略したスピード決戦で浅いボールを見逃さず前に出て打ち込んでいく。また、ほとんどベースラインから下がらず、多くのボールを早いタイミングで処理することで、自分の守備エリアを狭めると同時に相手の時間を奪い、攻撃的にプレーしている。
フットワークと予測力を活かしたコートカバーリングにも優れており、遠くのボールに追いつき、カウンターショットを決めることができる。正確で多彩なバックハンドショットも大きな武器となっている。2014年『ニューヨークタイムズ』誌に掲載された「識者たちが選ぶショット別ベストプレイヤー」では、「ベスト・ダブルバックハンド」部門で4位に食い込んだ。新たなウイニングショットとも言える、バックスピンをかけたドロップショットも武器。サービスリターンではベースライン上から鋭く一歩前に踏み出し、強烈なダウンザラインでリターンエースやウィナーを奪う。他の選手と比べ、身長が低い弱点を補うため、フォアハンドでチャンスボールをジャンプして打つ強打を得意としている。このショットは「エア・ケイ」と呼ばれ、錦織の代名詞となっている。
2014年の全米では4時間以上のフルセットマッチを2度続けて戦うなど体力面も進化している。長年サービスの威力不足を指摘されてきたが、2015年に入ってスピードが出やすいラケットを採用、フォームもマイケル・チャン指導のもと改良した。

## ライバル

### ミロシュ・ラオニッチ
錦織とラオニッチはしばしばライバル関係にあるとされる。グローブ・アンド・メールによると、錦織は「判断力とスピード」を強みとし、ラオニッチは「体格とサーブ」を強みとしており、タイプや得意なサーフェスはまるで異なる。しかし同じ2008年にプロ転向し、どちらもそれぞれの国で初めてトップ10にランクインした。グランドスラムとマスターズの最高成績はともに準優勝である。
対戦成績は錦織が5勝2敗とリードしているものの、7試合中5試合でフルセットまでもつれており、プレイした25セットのうち、10セットはタイブレークに突入している。2014年の全米オープン4回戦は、試合時間4時間19分で試合終了時刻は午前2時26分となり、大会史上最も遅い時間まで戦われた試合の一つになった。

### マリン・チリッチ
チリッチとは16回対戦し、成績は錦織が10勝6敗とリードしている。しかしキャリアを通じて最も重要な試合といえる2014年全米オープンの決勝では敗れている。
チリッチはボブ・ブレッドの指導を長らく受けており、ブレッドは錦織の指導者の一人である松岡修造の恩師でもある。

### ダビド・フェレール
フェレールとは14回対戦し、成績は錦織の10勝4敗。2008年全米オープンで初対戦し、錦織が初めて5セットマッチでトップ10の選手に勝利した試合になった。その後、2011年から2013年の間の対戦ではフェレールが3度ストレート勝ちを収めた。2012年ロンドン五輪では錦織が勝利。2014年には錦織が4連勝し、2015年全豪オープンでも錦織が勝利した。同年のメキシコ・オープンの決勝ではフェレールが勝利し、連敗を止めた。以降は錦織が連勝している。
錦織はフェレールについて「自分のライバルであり、模範であり、小さい頃から目指すべき選手だった。」と発言している。
フェレールが引退の意思を表明した際には「ここ最近で一番ショックなニュース。彼には、育ててもらったようなところがある」と悲しみを隠さなかった。

## 成績
略語の説明
| W | F | SF | QF | #R | RR | Q# | LQ | A | Z# | PO | G | S | B | NMS | P | NH |

W=優勝, F=準優勝, SF=ベスト4, QF=ベスト8, #R=#回戦敗退, RR=ラウンドロビン敗退, Q#=予選#回戦敗退, LQ=予選敗退, A=大会不参加, Z#=デビスカップ/BJKカップ地域ゾーン, PO=デビスカップ/BJKカッププレーオフ, G=オリンピック金メダル, S=オリンピック銀メダル, B=オリンピック銅メダル, NMS=マスターズシリーズから降格, P=開催延期, NH=開催なし.

### グランドスラム
| 大会           | 2007 | 2008 | 2009 | 2010 | 2011 | 2012 | 2013 | 2014 | 2015 | 2016 | 2017 | 2018 | 2019 | 2020 | 2021 | 2022 | 2023 | 2024 | 2025 | 通算成績 |
| -------------- | ---- | ---- | ---- | ---- | ---- | ---- | ---- | ---- | ---- | ---- | ---- | ---- | ---- | ---- | ---- | ---- | ---- | ---- | ---- | -------- |
| 全豪オープン   | A    | A    | 1R   | A    | 3R   | QF   | 4R   | 4R   | QF   | QF   | 4R   | A    | QF   | A    | 1R   | A    | A    | A    | 2R   | 28–11    |
| 全仏オープン   | A    | Q2   | A    | 2R   | 2R   | A    | 4R   | 1R   | QF   | 4R   | QF   | 4R   | QF   | 2R   | 4R   | A    | A    | 2R   | A    | 27–12    |
| ウィンブルドン | A    | 1R   | A    | 1R   | 1R   | 3R   | 3R   | 4R   | 2R   | 4R   | 3R   | QF   | QF   | NH   | 2R   | A    | A    | 1R   | A    | 22–12    |
| 全米オープン   | Q2   | 4R   | A    | 3R   | 1R   | 3R   | 1R   | F    | 1R   | SF   | A    | SF   | 3R   | A    | 3R   | A    | A    | A    | A    | 27–11    |
| 勝–敗          | 0-0  | 3-2  | 0-1  | 3-3  | 3-4  | 8-3  | 8-4  | 12-4 | 8-3  | 15-4 | 9-3  | 12-3 | 14-4 | 1-1  | 6-4  | 0-0  | 0-0  | 1-2  | 1-1  | 104–46   |

※不戦勝・不戦敗は通算成績に含まない。

### 大会最高成績
| 大会                 | 成績 | 年         |
| -------------------- | ---- | ---------- |
| ATPファイナルズ      | SF   | 2014, 2016 |
| インディアンウェルズ | QF   | 2016, 2017 |
| マイアミ             | F    | 2016       |
| モンテカルロ         | F    | 2018       |
| マドリード           | F    | 2014       |
| ローマ               | SF   | 2016       |
| カナダ               | F    | 2016       |
| シンシナティ         | 3R   | 2012, 2016 |
| 上海                 | SF   | 2011       |
| パリ                 | SF   | 2014       |
| オリンピック         | B    | 2016       |
| デビスカップ         | QF   | 2014       |
| ATPカップ            | RR   | 2021       |

## 受賞歴
- ATP年間最優秀新人賞（2008年）
- 日本プロスポーツ大賞（2014年）
- 全米オープン・スポーツマンシップ賞（2016年）

## コーチ
- グレン・ワイナー（2007年12月 - 2010年）
- ダンテ・ボッティーニ（2011年 - 2019年10月）
- ブラッド・ギルバート（2011年）
- マイケル・チャン（2013年12月 - 2024年?）
- マックス・ミルヌイ（2020年 - ）
- トーマスヨハンソン（2024年 - ）

## ラケット
10歳の時からウイルソンのラケットを使い始め、11歳の時にこの年齢では異例の用具提供契約を交わす。以降もウイルソンを使い続け、2015年には生涯契約を結んだ。
- HYPER HAMMER 5.3
- HYPER HAMMER 6.3
- HYPER HAMMER 5.2
- H TOUR
- n TOUR

プロ転向後
- n TOUR II
- [K] TOUR 95
- TOUR BLX 95 ORANGE×BLUE／TOUR BLX 95 ORANGE×WHITE
- STeam PRO 95
- STeam 95
- BURN 95
- BURN 95 CV
- ULTRA TOUR 95 CV

## スポンサー
- ユニクロ（ウェア）
- ウイルソン（ラケット）
- ナイキ（シューズ）
- 森永製菓（トレーニング・栄養）
- JAL（日本航空）
- エアウィーヴ
- ジャガー（自動車）

## その他・エピソード
- 2020年12月18日、元ファッションモデルの観月あこと結婚していたことが明らかになった[113][114]。
- 2021年5月17日、妻の第1子妊娠を公表した[115][116]。
- 錦織の姓の読みは全国的には、テノール歌手の錦織健（ただし、本名は「にしこおり」）、「少年隊」のリーダーの錦織一清など「にしきおり」が多いが、島根県では、映画監督の錦織良成など「にしこおり」と、錦織圭など「にしこり」が多い。なお、錦織圭は2016年リオデジャネイロオリンピックに日本代表として出場したが、同大会にはホッケー女子日本代表として島根県出身の錦織えみ（にしこおり えみ）が出場しており、島根県知事が知事定例会見において2人のリオ出場のお祝いコメントで読みを間違える一幕もあった[117]。
- 母方筋の親戚に俳優の渡哲也・渡瀬恒彦兄弟がいる[118]。また、TBS社員の渡瀬暁彦（渡瀬恒彦の長男）は三従兄弟[119]にあたる。スリーピースバンド「Omoinotake」のベーシスト・福島智朗、TSKさんいん中央テレビの福島睦アナウンサー（兄弟）は従兄弟[120]。
- テニス以外でやっていたスポーツはサッカーで小学校の1年生から6年生までは本格的にやっていた。今でもサッカーが好きでテニスボールでリフティングをするのが得意である[121]。
- 両親とも趣味がテニスで、4歳年上の姉も高校時代にテニスの選手として全国大会に出場している[9]。
- 漫画『テニスの王子様』を愛読していたという。2014年8月放送の『青春!アリスポ〜SPORTS×MANGA〜』「テニスを変えた“王子様”」のなかで漫画に出てくる技や練習を真似たこともあると語った[122]。
- 小学2、3年生の頃には『マリオカート』や『マリオテニス』をしておりめっぽう強かった[8]。
- 2014年の全米オープン準優勝後、英国の自動車メーカー、ジャガー日本法人のアンバサダー（大使）に任命された。

2014年11月20日、錦織選手をイメージした『Fタイプ KEI NISHIKORI EDITION』を発表。発売記念イベントに於いて、上記『テニスの王子様』の作者・許斐剛が描きおろしたイラスト『ジャガーの王子様』（KEI NISHIKORI EDITIONをバックに錦織選手がショットを決めているイラスト）を贈呈された。また許斐自身もサプライズ登場し錦織を喜ばせた。
- 2014年全米オープン準優勝の凱旋帰国時、食べたいものに「ノドグロ」を告げた。その後、ジャックスのCMの中で、のどぐろを食すシーンが撮影され、のどぐろが一般にも広く再認知された[124]。
- 小学生時代に使用していたラケットの忘れ物が島根県雲南市の加茂B&G海洋センターで2014年に発見され、本人に連絡したところ譲渡され同センターで展示されている[125][126]。
- レスパスフィットネス意識調査では、男性の理想の体型の1位に選ばれた[127]。
- ESPNが2016年から毎年発表している世界で最も有名なアスリート100名では3度（2016, 2017, 2019）ランクインした[128][129][130]。
- 2019年6月、アメリカの経済誌フォーブスは2019年版の世界のアスリートの年収を発表した[131]。錦織の年収は3730万ドルであり、世界のスポーツ選手で35位、テニス選手ではフェデラー、ジョコビッチに次ぐ3位にランクインした。

## 出演

### CM
- ユニクロ「エアリズム」（2022年）[132]